# Acre (Brasil)
Para la unidad de superficie, dirigirse a: Acre (unidad de superficie)
Acre es uno de los veintiséis estados que, junto con el distrito federal, forman la República Federativa de Brasil. Su capital es la ciudad de Rio Branco. Está ubicado en la región noroeste del país, y que tiene como límites; Amazonas, al norte, Rondonia, al este, el Estado Plurinacional de Bolivia, al sureste y la República del Perú, al oeste. Con 869 265 habs. en 2018 es el tercer estado menos poblado —por delante de Amapá y Roraima, el menos poblado— y con 4,84 hab/km², el cuarto menos densamente poblado, por delante de Mato Grosso, Amazonas y Roraima, el menos densamente poblado. El estado, que tiene el 0,42% de la población brasileña, genera el 0,2% del PBI brasileño.
Aparte de la capital, sus ciudades más pobladas son: Cruzeiro do Sul, Tarauacá, Sena Madureira y Brasiléia. Una planicie con una altura media de 200 m domina gran parte del Acre. Juruá, Tarauacá, Muru, Embirá y Xapuri son sus ríos más importantes. 
Antes de 2008, Acre era el único estado de Brasil que se encontraba íntegramente en el quinto huso horario al oeste del meridiano de Greenwich (UTC−5). A partir de 2008, Acre pasó a tener una hora menos con relación a Brasilia (UTC−4); sin embargo, en noviembre de 2010 volvió a su anterior huso horario: UTC−5.

## Historia
El nombre de este territorio deriva del río Acre, también llamado en lenguas aborígenes río Aquiry, sus primeros habitantes actualmente conocidos fueron los aborígenes kulina y kaxnawará (o kashinawa) existiendo aún poblaciones de las etnias kashinawa, jaminawa y shamenawa todas pertenecientes a la familia lingüística pano, también se cuentan los madiha (del conjunto kulina ), ayine o yine (manchineri) y los asahaninka (kampa o campa), siendo los primeros de la familia arawá los otros dos del grupo arawak. Tras los tratados de Madrid (1750), San Ildefonso - Tratado de Permuta (1777) y Badajoz (1801) todo el territorio del Acre, con una superficie de aproximadamente 355.242 km² quedó confirmado dentro de la soberanía española, siendo entonces fijados sus límites con las posesiones portuguesas (y luego brasileñas) en el paralelo que corre desde las nacientes del río Yavarí hacia el este hasta encontrar la vaguada del río Madera, es decir el paralelo que servía como límite septentrional del Acre era el 7° o el 7°7′ S., tal límite se mantuvo para el Brasil hasta por lo menos 1839; en 1778 al ser creado por la monarquía española el Virreinato del Río de la Plata quedaron poco precisados los límites del mismo respecto a los del Virreinato del Perú de modo que al producirse la independencia de Perú y luego la de Bolivia ambos estados se disputaron el territorio, al concluir la existencia de la Confederación Peruanoboliviana en 1839 la mayor parte del territorio fue ratificado dentro de la soberanía boliviana,[cita requerida] pero ya el Brasil aprovechando la debilidad política tanto del Perú como de Bolivia había incorporado a la provincia (luego estado brasileño) de Amazonas gran parte del Acre, tal primera anexión quedó como un hecho consumado (o "Fait accompli") admitido internacionalmente y así luego aceptado por Bolivia siendo presidente Mariano Melgarejo al infrascribir el llamado Tratado de Amistad más conocido como Tratado de Ayacucho del 23 de noviembre de 1867. Desde 1867 y hasta 1903 Bolivia mantuvo como subdivisiones políticas poco definidas del Acre a los territorios llamados Espino (en el norte), Cocama (en el centro) y Manetenery o Manetery en el sur y este.

### Guerra del Acre
Así, hasta principios del siglo XX, el que es actualmente estado brasileño del Acre pertenecía en ese entonces a Bolivia. El año 1877, el Nordeste de Brasil sufrió una gran y terrible sequía. Este desastre natural causó que muchos brasileños empezaran de a poco a poco a emigrar al territorio boliviano del Acre. Con el pasar de los años la inmigración brasileña hacia esa parte de Bolivia se intensificó mucho más. 
Ya para el año 1899, gran parte de la población del Acre estaba constituida por brasileños y por muy pocos bolivianos. Los brasileños de aquella época se dedicaban a explorar los seringais, es decir campos en donde abundaba el árbol del caucho, otros brasileños también se dedicaban a extraer oro y plata de los garimpos (yacimientos del lugar). A pesar de que el territorio del Acre figuraba en los mapas como boliviano, en la realidad, dicho territorio era brasileño. El estado boliviano de aquella época tenía poca o ninguna presencia en el Acre. 
En 1899, los bolivianos con nuevas concesiones territoriales a Brasil intentaron asegurar el control de la zona fundando como capital administrativa a Puerto Alonso (actualmente Porto Acre), pero los brasileños se levantaron en una primera revuelta llamada "Revolución Acreana": el aventurero Luis Gálvez Rodríguez de Arias se autoproclamó "presidente de la República de Acre", intento que duró hasta marzo de 1900 en las zonas apartadas del territorio ya que los bolivianos recuperaron el control de la región. En 1902 una expedición procedente del Amazonas al mando del soldado brasileño José Plácido de Castro y otros seringueiros apoyados por Brasil se apropiaron del área de Xapuri y declararon el 27 de enero del citado año un "Estado Independiente del Acre" para luego pedir su anexión al Brasil.

### Tratado de Petrópolis
El 17 de noviembre de 1903, con la firma del Tratado de Petrópolis, Brasil recibió la posesión definitiva de la región a cambio  del pago de dos millones de libras esterlinas y del compromiso de construir el ferrocarril Madeira-Mamoré, más el obsequio al presidente boliviano de un par de caballos blancos. Acre fue entonces integrado al Brasil como territorio federal, dividido en tres departamentos.

### Tratado Velarde-Río Branco
Culminada la guerra del Acre, Perú no reconoce la anexión del Acre hasta 1909, con El Tratado Velarde-Río Branco, en donde se definen las fronteras entre Perú y Brasil. Fue suscrito en Río de Janeiro, el 8 de septiembre de 1909, por el ministro de Relaciones del Brasil, Barón de Río Branco, y el ministro plenipotenciario del Perú en Brasil, Hernán Velarde. Gobernaba entonces en el Perú el presidente Augusto B. Leguía (primer gobierno), y en el Brasil el presidente Nilo Pecanha, con el fin de solucionar los problemas limítrofes entre Perú y Brasil.

### SigloXX
Entre 1904 y 1920, Acre no tuvo una única capital, ya que las capitales de los tres departamentos dependían directamente del gobierno federal. Este sometimiento provocó intensas revueltas de la población, que fueron sofocadas por el gobierno central brasileño. La Constitución de 1934 sólo concedió a Acre el derecho a elegir dos diputados federales para representarlo en la Cámara Federal, sin modificar el sistema de designación de los gobernadores del territorio.
Durante la Segunda Guerra Mundial (1939-1945), las plantaciones de caucho de Malaya fueron ocupadas por los japoneses y Tailandia, gran productor de caucho, participó en la guerra del lado del Eje. Acre fue así una de las principales fuentes de caucho de los Aliados durante la guerra. En reconocimiento a su contribución productiva a la victoria aliada, Brasil obtuvo fondos estadounidenses para construir la Companhia Siderúrgica Nacional e impulsar así la estancada industrialización del Centro-Sur, que carecía de industrias básicas. Para resolver el impasse y también para abastecer de caucho el material bélico de las Fuerzas Aliadas, en mayo de 1941 el gobierno brasileño llegó a acuerdos con el gobierno estadounidense, los Acuerdos de Washington, dando inicio a otra operación de extracción de látex en gran escala en la Amazonia, la Batalla del Caucho.

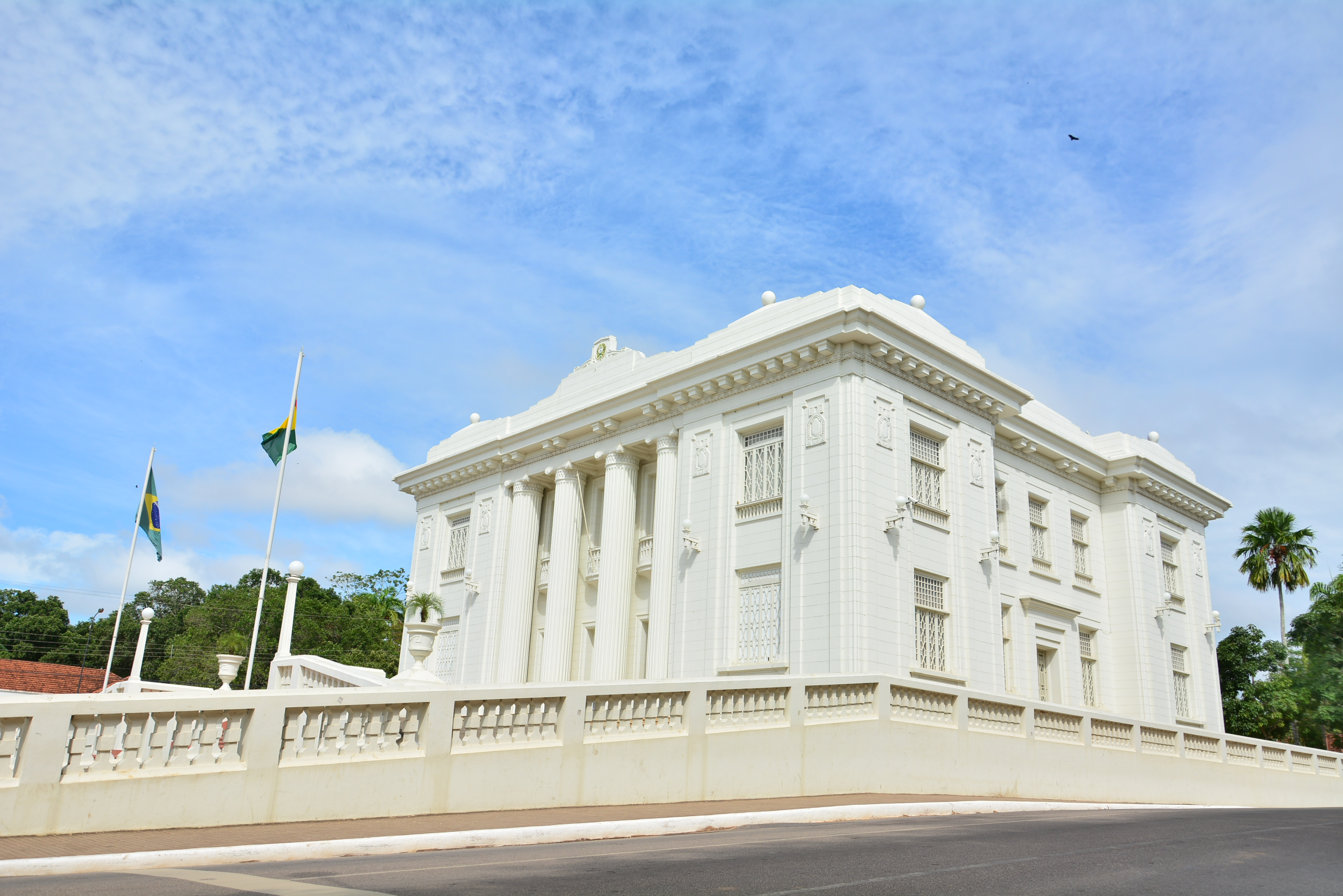
El Palacio de Rio Branco fue inaugurado en 1930, es la sede del Gobierno de Acre,

A mediados de la década de 1950, cuando el Partido Socialdemócrata, liderado por el exgobernador José Guiomard dos Santos, decidió retomar esta bandera y elaboró un proyecto de ley para convertir Acre en un estado. Este proyecto de ley causó una gran agitación política en todo Acre y llegó al Congreso Nacional en 1957, provocando una intensa disputa política entre el PTB de Oscar Passos y el PSD de Guiomard Santos, oponiéndose el primero al proyecto de convertir Acre en estado. Después de muchas disputas en el Congreso Nacional, finalmente en 1962, durante la fase parlamentaria del gobierno de João Goulart, se firmó la Ley 4.070, de autoría del entonces diputado Guiomard Santos. Por una ironía política, el presidente João Goulart era del Partido Laborista Brasileño, el partido que, a nivel nacional, estaba en contra del proyecto de ley. Aun así, el proyecto fue aprobado y entró en vigor el 15 de junio de 1962.
El PTB, sin embargo, no fue derrotado del todo. En las primeras elecciones libres y directas celebradas en la historia de Acre, el PTB fue el gran vencedor, ganando el primer gobernador constitucional de Acre, el profesor José Augusto de Araújo, así como todas las alcaldías municipales de Acre. En la década de 1960 se inició el segundo ciclo de aceleración del progreso en la Amazonia, con la creación de la Superintendencia para el Desarrollo de la Amazonia (SUDAM, 1966). 

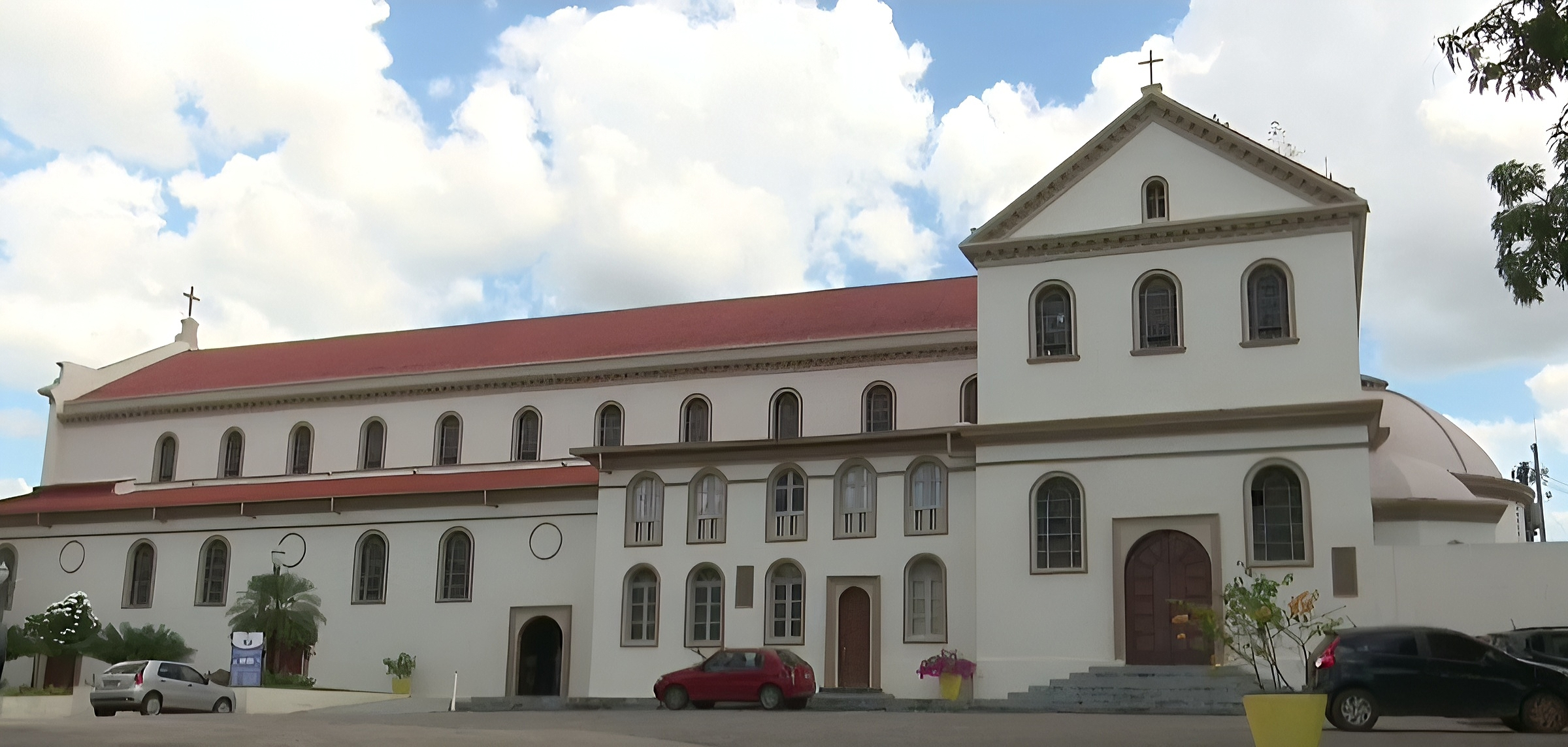
Catedral de Rio Branco (Catedral de Nuestra Señora de Nazaret) culminada en 1959

Se buscó una mejor articulación de los subsectores regionales dentro del propio Estado, con el ferrocarril transamazónico, que partió de Rio Branco y Brasileia, en la parte alta de Acre, y Cruzeiro do Sul, en las márgenes del Juruá, atravesando los valles del Purus y del Tarauacá. Se intensificó la política de planificación, destinada a corregir las distorsiones demográficas, económicas y políticas de la integración nacional. En la década de 1980, el gobierno de Acre ganó un pleito contra Amazonas, exigiendo una nueva demarcación de los límites territoriales, con el argumento de que debían estar por encima de la línea de Cunha Gomes. El Instituto Brasileño de Geografía y Estadística (IBGE) lo consideró justificado.

### SigloXXI
En 2005, se inició la construcción de la Carretera del Pacífico, que da acceso a Brasil a través de Acre a tres puertos peruanos en el Océano Pacífico (Ilo, Maratani y San Juán) para facilitar las exportaciones a Asia. La carretera se terminó en 2011. En 2007, la Asamblea Legislativa del Estado aprobó la regularización de tierras para legitimar la posesión y venta de propiedades públicas rurales, lo que beneficia a 600 familias de una decena de municipios de Acre, un hecho sin precedentes en el país. En junio de 2008, entró en vigor la ley que cambió los husos horarios de Brasil y Acre pasó a tener una hora menos que el huso horario de Brasilia, en vez de dos.  A pesar del referéndum, Acre mantiene el antiguo huso horario.

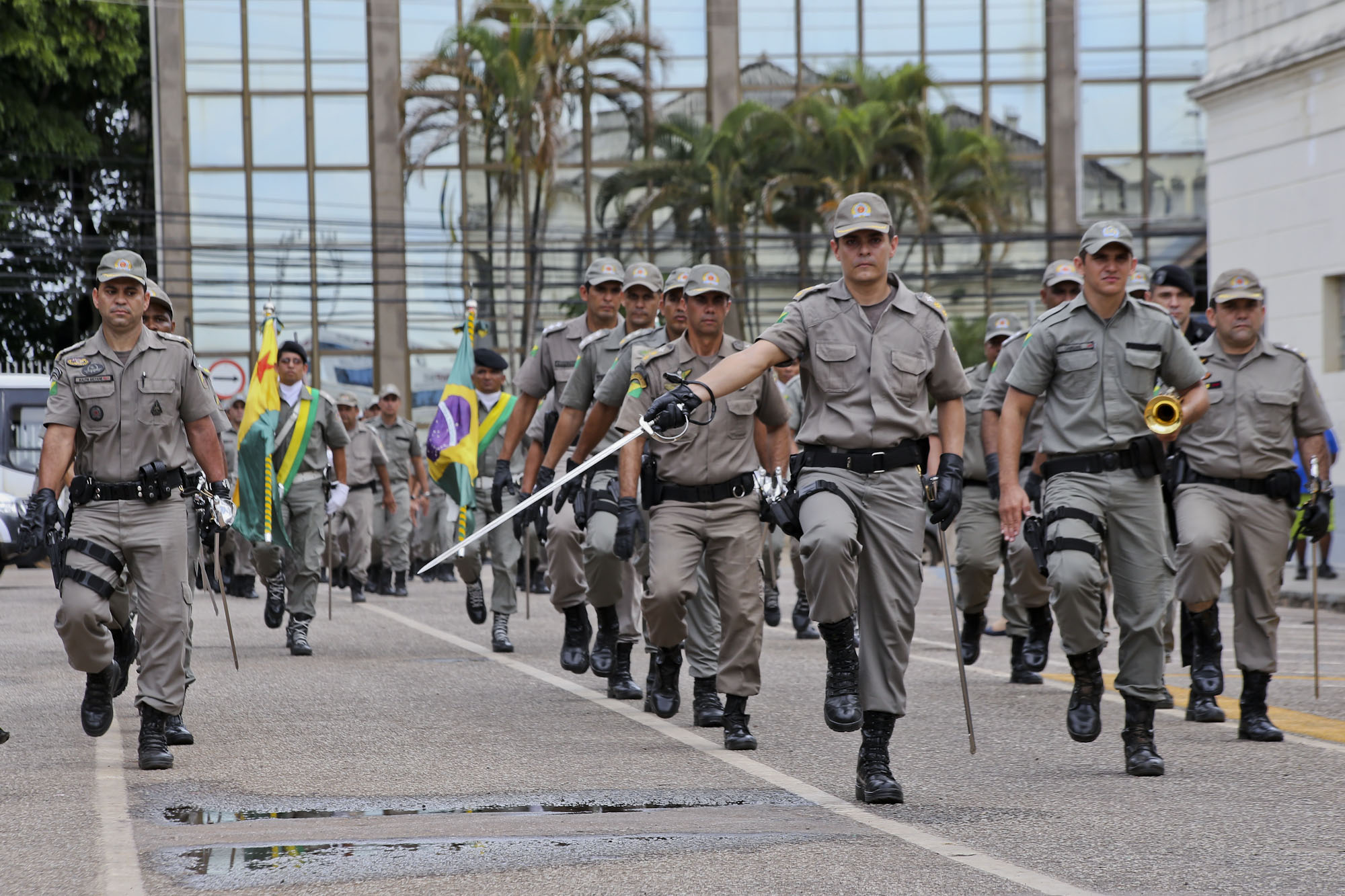
Un evento de la policía Militar de Acre en 2016

A partir de 2008, Brasil reforzó su ejército en la frontera entre Acre y el departamento boliviano de Pando. Esta región fronteriza se había vuelto inestable tras la masacre de treinta campesinos bolivianos por opositores al referéndum para aprobar una nueva Constitución, pero los conflictos se disiparon con la celebración del referéndum en Bolivia en enero de 2009. En abril de 2008, Acre ganó un pleito judicial con el estado de Amazonas por la disputa en torno a la línea Cunha Gomes, en una disputa territorial de 26 años, anexando los municipios de Envira, Guajará, Boca do Acre, Pauini, Eirunepé e Ipixuna. La redefinición territorial consolidó la inclusión de 1,2 millones de hectáreas del complejo forestal Liberdade, Gregório y Mogno en el territorio de Acre, lo que corresponde a 11.583,87 kilómetros cuadrados. Desde 2019, Gladson de Lima Cameli (PP) es el gobernador del estado, habiendo sido elegido con el 53,71% de los votos válidos.

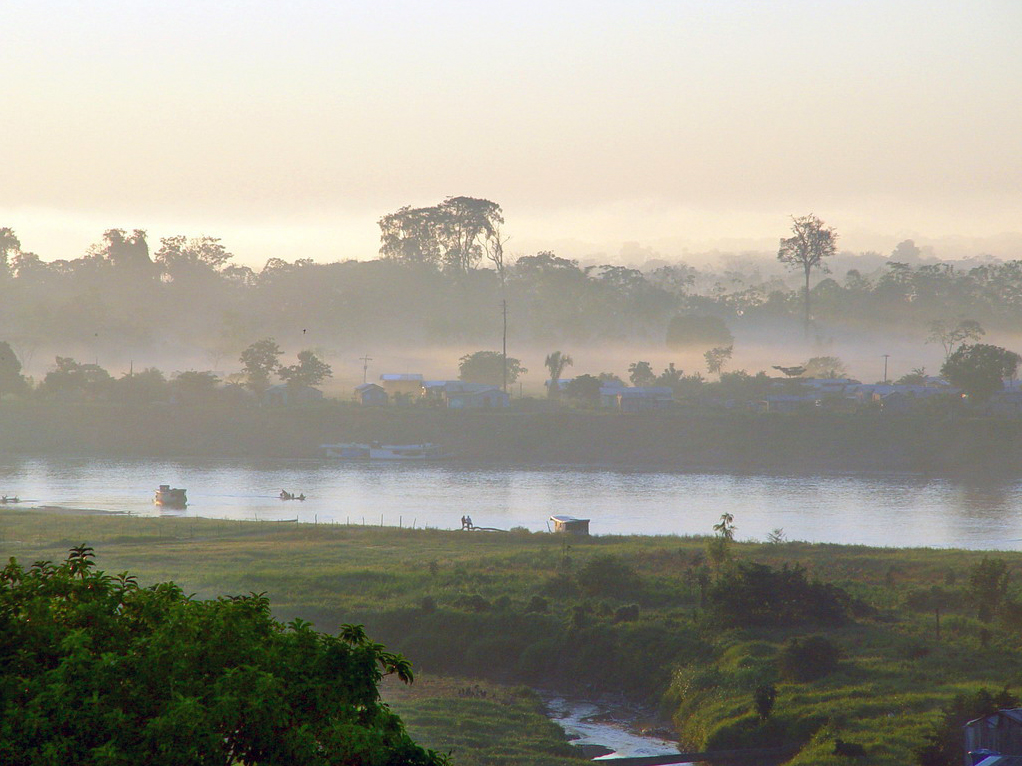
Río Jurua, Cruzeiro do Sul, Acre

## Geografía
Un altiplano con altitud media de 200 metros domina gran parte del estado. Los ríos principales de Acre son los siguientes: río Juruá, río Purus, río Acre, río Tarauacá, río Muru, río Envira y río Xapuri. El punto más alto del estado está a 609 metros de altitud, en la Sierra del Divisor.
La mayor parte del Estado aún es formada por floresta ecuatorial, protegida principalmente por el establecimiento de florestas de protección integral, reservas indígenas y reservas de extracción.
El modelo de desarrollo económico se basa, primordialmente, en la extracción vegetal, con destaque para extracción de madera por medio de extracción sustentable, lo que, teóricamente, garantiza el uso económico permanente de la floresta.

### Geología
En Acre, hay varias formaciones geológicas: la formación Cruzeiro do Sul (se da al este de la ciudad de Cruzeiro do Sul. Sólo en el Parque Nacional de Serra do Divisor y sus alrededores se han registrado cinco unidades estratigráficas entre formaciones y grupos: Ramón, Grupo Acre, Divisor, Río Azul y Moa), el Complejo Xingu, las formaciones Formosa y la Sienita República, los depósitos aluviales del Holoceno presentan una amplia distribución en el estado y la formación Solimões que se extiende por el 80% del estado, y es por lo tanto la más significativa. La formación Solimões es muy diversa. Está dominada por rocas arcillosas con concreciones de carbonato y yeso, ocasionalmente con material carbonizado (turba y lignito), escasas concentraciones de pirita y un gran número de fósiles de vertebrados e invertebrados. Subordinadamente, hay limolitas, calizas limoarcillosas, areniscas ferruginosas y conglomerados plomíticos.

### Geomorfología
Las unidades morfoestructurales están representadas por la Depresión Amazónica (Depresión del Río Acre/Javarí), la Meseta Inferior de la Amazonia Occidental y la Llanura Amazónica. - La Depresión Amazónica (Río Acre - Río Javari) alcanza una altitud máxima de 300 metros, y está representada por extensas llanuras de edad terciaria desarrolladas sobre la Formación Solimões y áreas de mayor altitud, hasta 580 metros, denominadas Complejo Fisiográfico Serra do Divisor; - La Llanura Amazónica, representada por las Llanuras Aluviales que bordean los ríos y los niveles discontinuos de terrazas, restos de sedimentos desarrollados durante el Pleistoceno Superior (Cuaternario) es la superficie más baja (200 m).

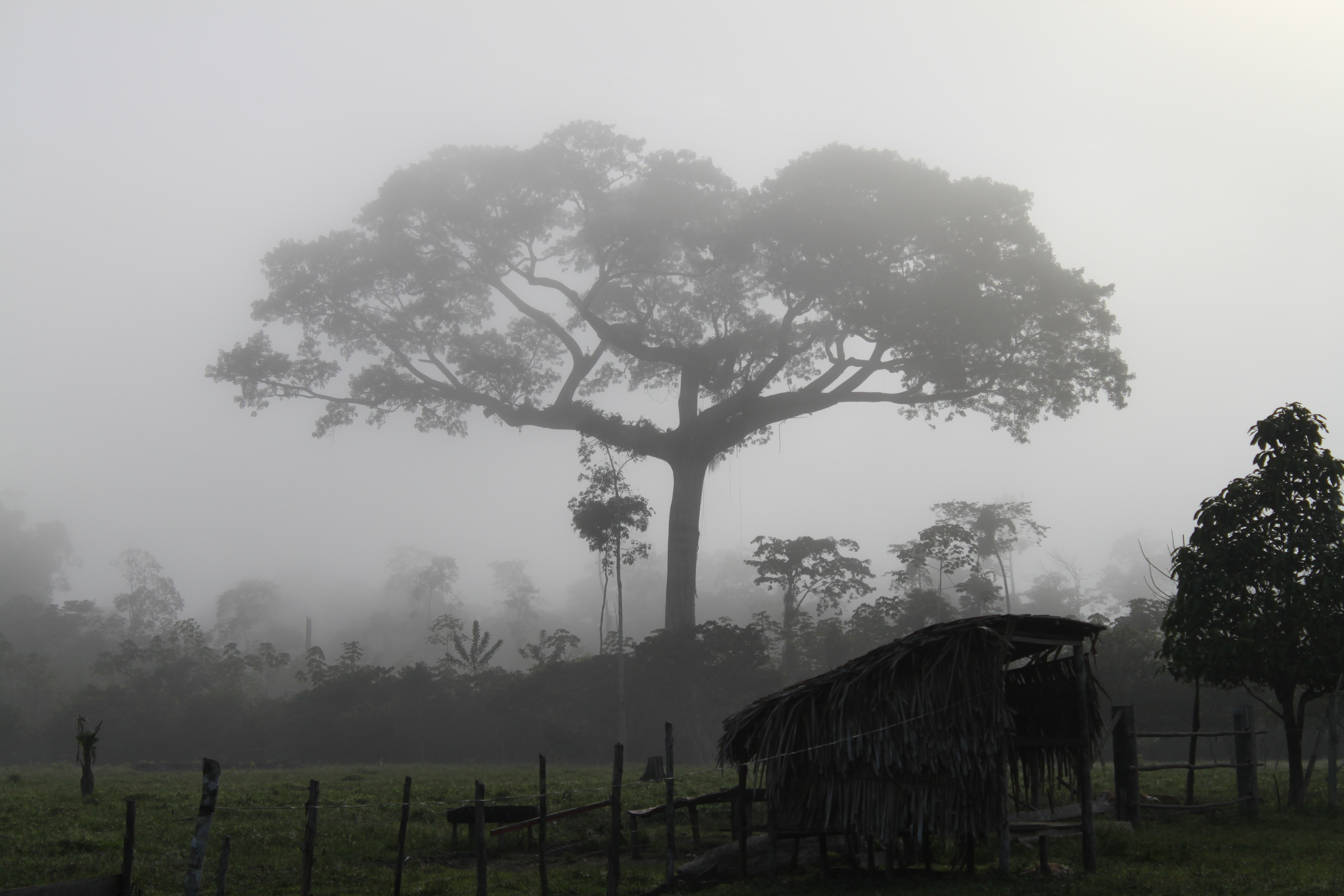
Amanecer nublado en Acre

### Clima
El clima de Acre es cálido y húmedo, con dos estaciones: menos lluviosa (seca) y lluviosa. La estación seca dura de mayo a octubre y son frecuentes las «olas de frío», un fenómeno de corta duración pero muy común en la región. La estación lluviosa se caracteriza por precipitaciones constantes de noviembre a abril. La humedad relativa media mensual ronda el 80-90%, con niveles elevados durante todo el año.
Los totales anuales de precipitaciones varían entre 1600 mm y 2750 mm, y tienden a aumentar en dirección sureste-noroeste. Las precipitaciones son abundantes en la mayor parte del estado y no hay una estación seca clara. Los meses de junio, julio y agosto son los menos lluviosos.

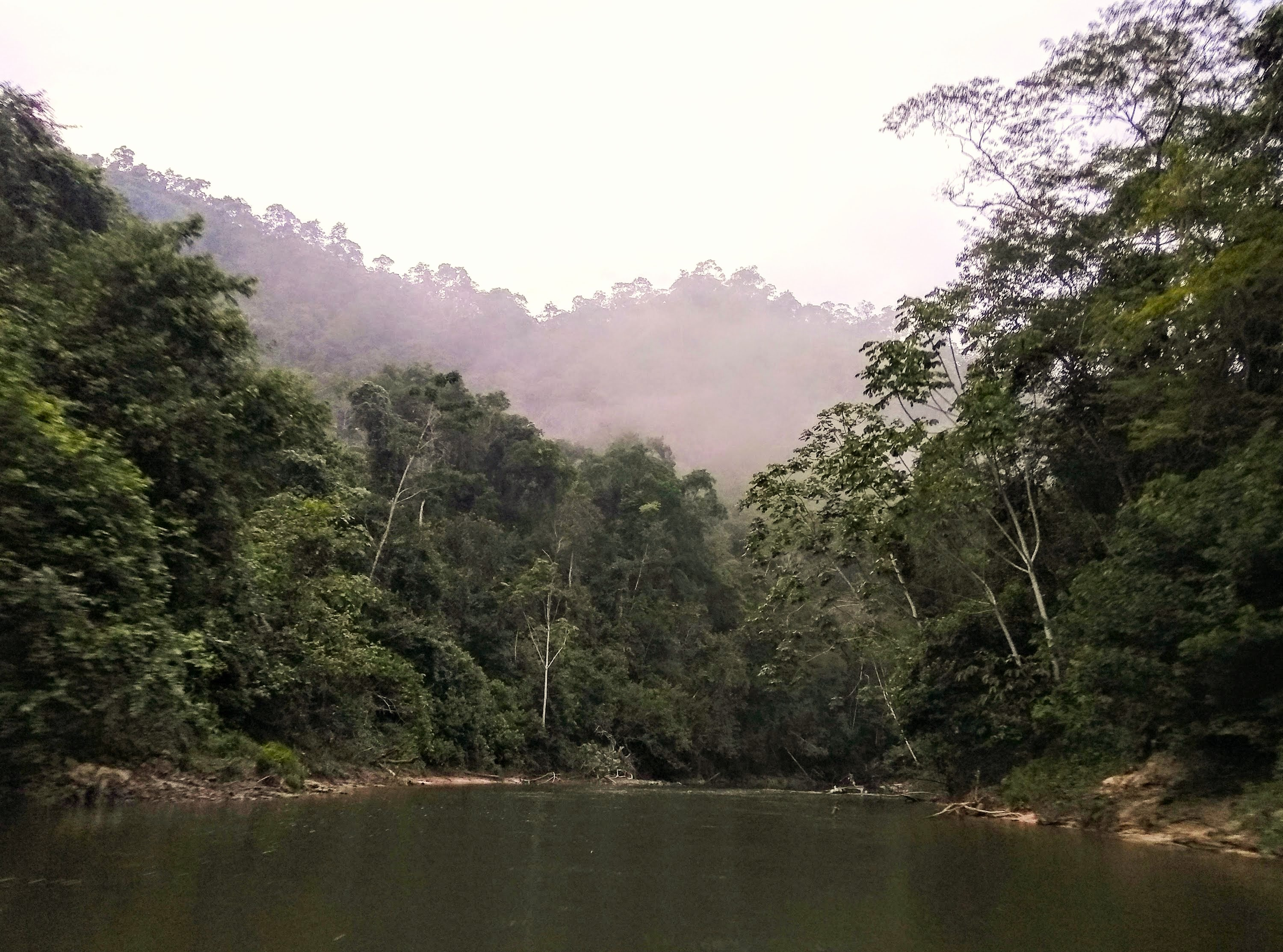
El río Moa en su paso por el Parque nacional de la Sierra del Divisor.

La temperatura media anual ronda los 24,5 °C, pero la máxima puede rondar los 32 °C. La temperatura mínima varía de un lugar a otro en función de la mayor o menor exposición a los sistemas extratropicales.

### Hidrografía
Acre está drenado por extensos ríos en dirección suroeste-noreste, todos ellos pertenecientes a la red hidrográfica del río Amazonas. Los ríos presentan paralelismo y cambios en la dirección de sus cursos, una característica muy común resultante de fallas y fracturas geológicas.
Los ríos Juruá, Purus, Acre, Tarauacá, Iaco, Envira y Xapuri son los más importantes del estado.
En la parte central del estado, los principales cursos de agua son el río Tarauacá, el Purus con sus principales afluentes en la margen derecha, el Chandless y su afluente el Iaco con su afluente en la margen izquierda, el río Macauã y el río Acre con su subsidiario, el Antimari.

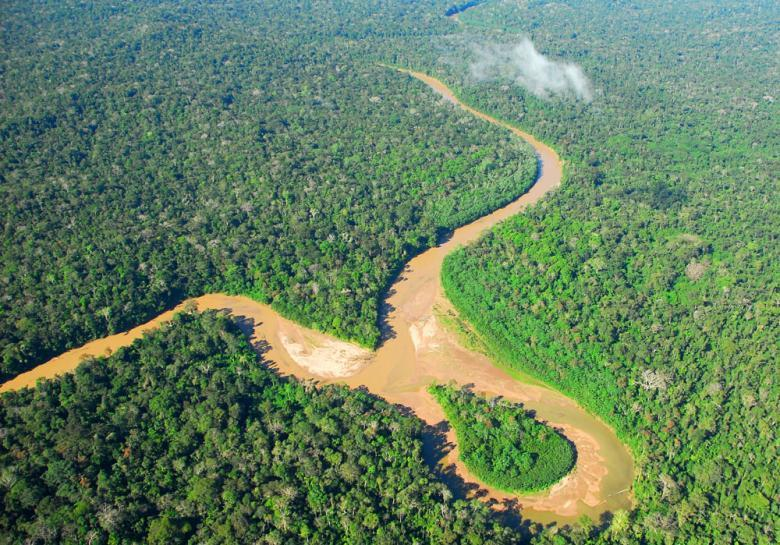
Isla fluvial en medio de la selva en Acre

Al noroeste se encuentran los ríos Gregório, Tarauacá, Muru, Envira y Jurupari. Al oeste del Estado se encuentran el río Juruá y sus principales afluentes, el Moa, el Juruá Mirim, el Paraná dos Moura y el Ouro Preto, en la margen izquierda, y el Valparaíso, el Humaitá y el Tejo, en la margen derecha.
Las dos principales cuencas del Estado son la del Acre-Purus y la del Juruá.
Cuenca del Acre-Purus: el río Purus nace en Perú y entra en Brasil en dirección suroeste-noreste, y es el segundo mayor representante del drenaje del estado. En el paralelo 09000'S, gira de oeste-suroeste a estenoreste, manteniendo esta dirección hasta que recibe el río Acre. Después de este punto, retoma su dirección anterior de suroeste a noreste hasta entrar en el estado de Amazonas. Tiene un curso extremadamente sinuoso y meandriforme, extendiéndose por extensas y continuas franjas de llanura.
Cuenca del Juruá: El río Juruá drena un área de 25.000 km² dentro del estado. Nace en Perú con el nombre de Paxiúba, a 453 metros de altitud, y se une al Salambô para formar el Juruá. Atraviesa el noroeste del Estado en dirección S-N, se adentra en el Amazonas y vierte sus aguas en el río Solimões. El Juruá es un río de tierras bajas, con todas las características de los arroyos de baja pendiente.

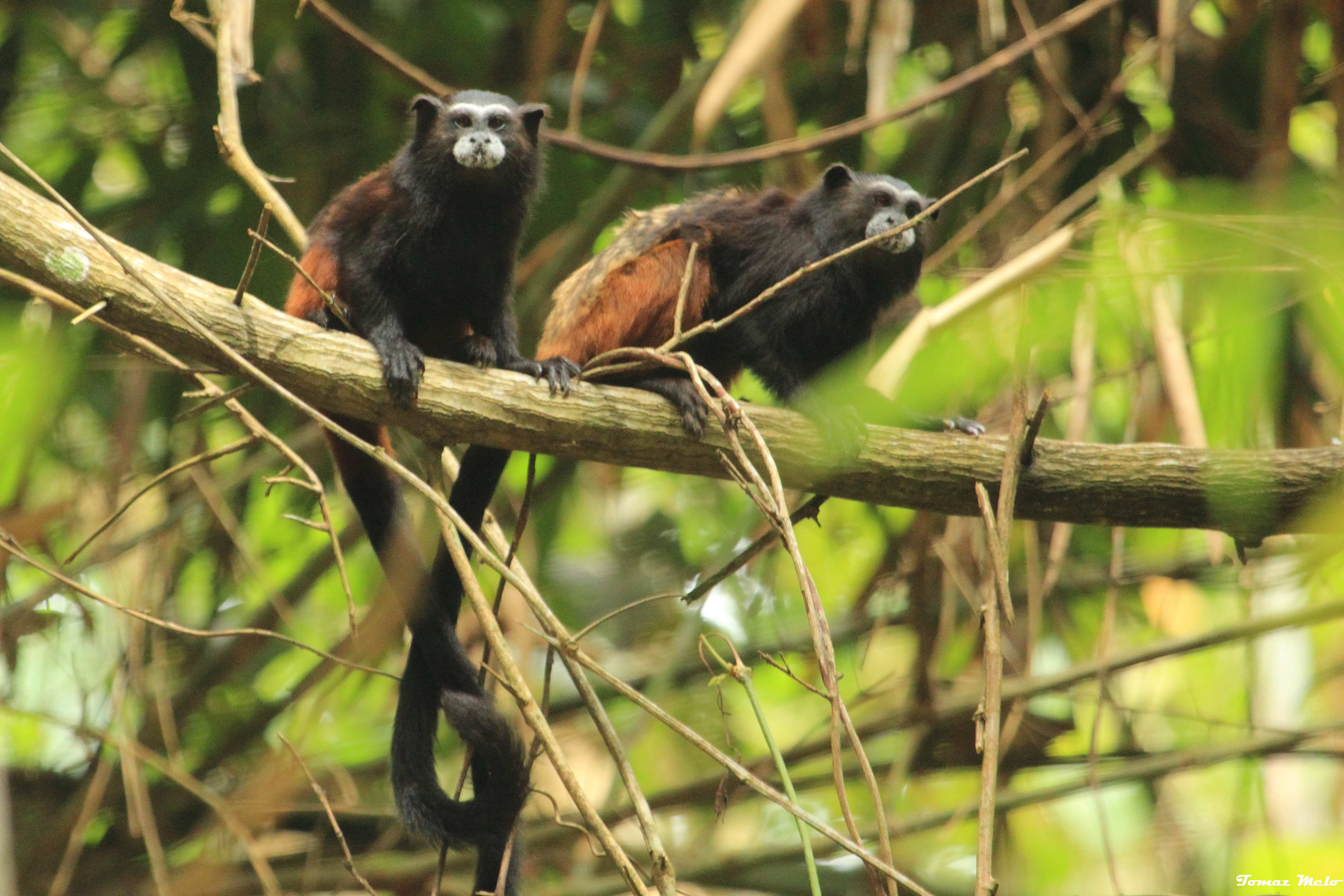
Saguinus fuscicollis weddelli en Rio Branco, Acre

### Flora y Fauna
El estado está situado en las tierras bajas de la cuenca occidental del Amazonas, junto a las estribaciones de los Andes, en una región «megadiversa» de la cuenca amazónica brasileña. A pesar de su diversidad, la región aún es poco conocida en términos científicos, y se considera prioritaria para futuros estudios biológicos. 
Hay 9550 registros de aves, que abarcan 4763 especímenes, de los cuales 2457 (51,5%) fueron recogidos durante los últimos cinco años. Se confirmó un total de 667 especies para el estado de Acre, que representan 75 familias y 23 órdenes. También se registró un total de 64 especies migratorias, de las cuales 46,8% son migrantes neárticas, 15 se consideraron migrantes intratropicales y 19  se clasificaron como migrantes australes. 
En total, 41 de las especies y subespecies registradas eran endémicas del centro de endemismo de Inambari. De todos los taxones de aves forestales presentes todo el año en el estado, el 79% se distribuyen en las dos principales regiones interfuviales, el 16% se registraron sólo en la subregión centro-occidental (al oeste del Purus), y el 5% sólo en la subregión oriental (al este del Purus). Al menos cinco parejas de supuestos taxones hermanos presentaban distribuciones alopátricas, mientras que 15 tenían distribución parapátrica dentro del estado. 
Se identificaron dos zonas de contacto secundario (este y oeste), que coincidían con dos posibles zonas de hibridación. 

### Municipios
El Estado de Acre está constituido por 22 municipios. A efectos estadísticos, se organiza en dos mesorregiones y cinco microrregiones, como recoge la tabla que sigue.

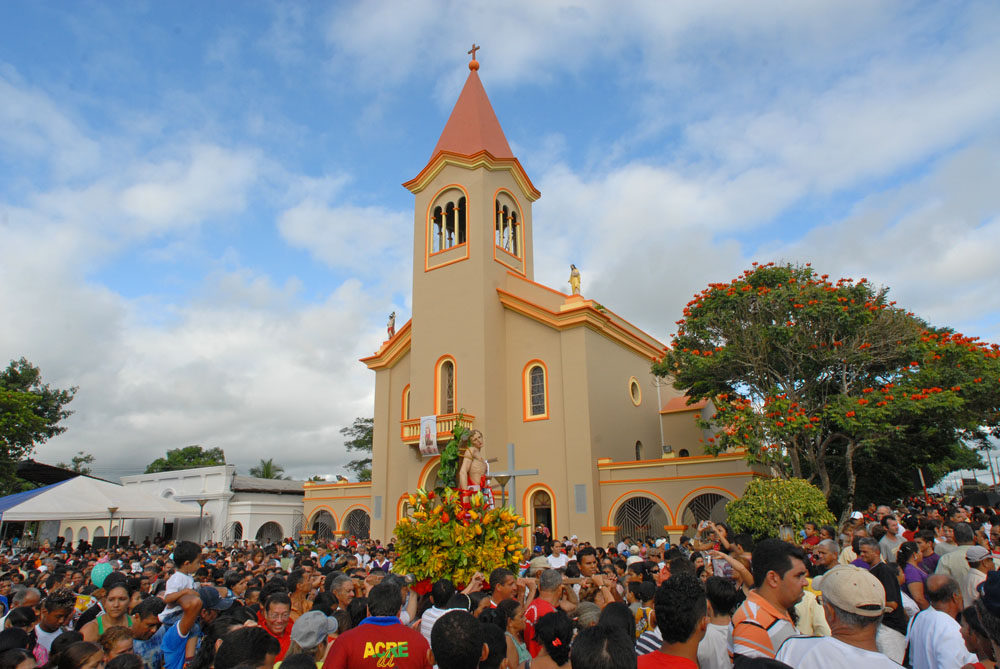
Habitantes de Xapuri, Acre durante una procesión católica en honor de San Sebastián (Festa de São Sebastião)

| Mesorregión     | Microrregión    | N.º | Municipio            | Mapa |
| --------------- | --------------- | --- | -------------------- | ---- |
| Valle del Acre  | Brasiléia       | 2   | Assis Brasil (Acre)  |      |
| Valle del Acre  | Brasiléia       | 3   | Brasiléia            |      |
| Valle del Acre  | Brasiléia       | 7   | Epitaciolândia       |      |
| Valle del Acre  | Brasiléia       | 22  | Xapuri               |      |
| Valle del Acre  | Rio Branco      | 1   | Acrelândia           |      |
| Valle del Acre  | Rio Branco      | 4   | Bujari               |      |
| Valle del Acre  | Rio Branco      | 5   | Capixaba             |      |
| Valle del Acre  | Rio Branco      | 13  | Plácido de Castro    |      |
| Valle del Acre  | Rio Branco      | 14  | Porto Acre           |      |
| Valle del Acre  | Rio Branco      | 16  | Rio Branco           |      |
| Valle del Acre  | Rio Branco      | 20  | Senador Guiomard     |      |
| Valle del Acre  | Sena Madureira  | 11  | Manoel Urbano        |      |
| Valle del Acre  | Sena Madureira  | 18  | Santa Rosa do Purus  |      |
| Valle del Acre  | Sena Madureira  | 19  | Sena Madureira       |      |
| Valle del Juruá | Cruzeiro do Sul | 6   | Cruzeiro do Sul      |      |
| Valle del Juruá | Cruzeiro do Sul | 10  | Mâncio Lima          |      |
| Valle del Juruá | Cruzeiro do Sul | 12  | Marechal Thaumaturgo |      |
| Valle del Juruá | Cruzeiro do Sul | 15  | Porto Walter         |      |
| Valle del Juruá | Cruzeiro do Sul | 17  | Rodrigues Alves      |      |
| Valle del Juruá | Tarauacá        | 8   | Jordão               |      |
| Valle del Juruá | Tarauacá        | 9   | Feijó                |      |
| Valle del Juruá | Tarauacá        | 21  | Tarauacá             |      |

## Demografía
Según el censo brasileño de 2010, Acre tenía 733.559 habitantes, de los cuales 532.279 vivían en zonas urbanas y 201.280 en zonas rurales. En términos de género, había 368.324 hombres y 365.235 mujeres. Se identificaron 221.108 hogares, de los cuales sólo 191.169 estaban ocupados, generando un déficit de vivienda de 29.939 hogares. El promedio de habitantes por hogar era de 3,82 persona. La capital, Rio Branco, es la ciudad más grande y poblada del estado, con casi 420.000 habitantes, lo que la convierte en la sexta ciudad más grande de la Región Norte. La población de Rio Branco crece a un ritmo del 1,5%.
De 1991 a 2010, el crecimiento demográfico experimentado por Acre fue considerado muy elevado, alcanzando el 3,3% anual, por encima de la media nacional. En 1991, había 417.165 habitantes. El 48% de la población del estado vive en la capital. En el interior, la población vive dispersa a lo largo de los ríos, ocupada en la extracción de caucho, castaña, madera, soja, carne, piña, harina de mandioca, piscicultura, plátanos y café.

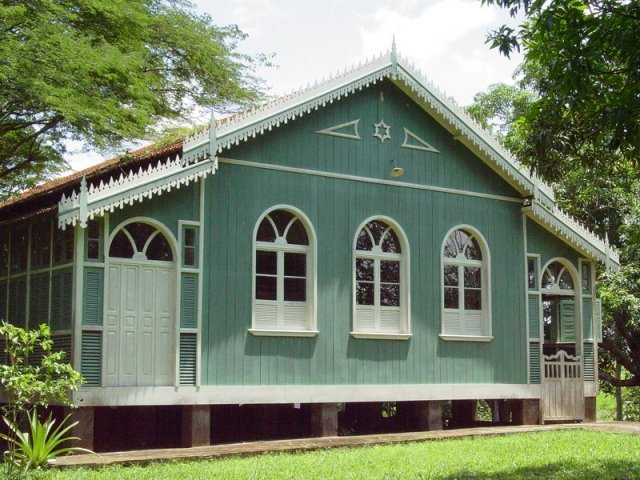
Casa de arquitectura neogótica rural, típica de la región, en Porto Acre (fundada por los Bolivianos como "Puerto Alonso" en 1899)

La densidad de población en 2006 era bastante homogénea. En la región más poblada, el bajo Acre, había 17,2 habitantes por kilómetro cuadrado y en la menos poblada, el alto Purús, 1,1 habitantes por kilómetro cuadrado. Además de los indios, la población de Acre se componía de nordestinos -principalmente de Ceará- llegados en masa durante la época dorada del caucho (1880-1913) y de sureños, llegados en masa a partir de la década de 1970. También hubo inmigraciones de árabes (principalmente sirio-libaneses) e italianos (ambas las más numerosas en la Región Norte), así como japoneses, alemanes y eslavos (éstos en pequeña escala).

### Composición étnica
Según datos recogidos por el Instituto Brasileño de Geografía y Estadística (IBGE) durante el censo de 2022, la población del estado está compuesta por morenos (66,3%), blancos (21,4%), negros (8,6%), además de indígenas (3,5%) y asiáticos (0,2%). Existen 34 tierras indígenas en Acre.
Hay 34 tierras indígenas en Acre ocupadas por más de 12.000 indígenas, que representan el 2% de la población total del estado. Esta población pertenece a 14 etnias diferentes, que hablan las lenguas Pano, Aruak y Arawá: (Yaminawa, Manchineri, Kaxinawá, Ashaninka, Shanenawa, Katukina, Arara, Nukini, Poyanawa, Nawa, Jaminawa-Arara y Aislados). Las etnias aisladas, que no tienen contacto con la sociedad, tienen su territorio tradicional a lo largo de la frontera internacional Brasil-Perú, mientras que los pueblos se distribuyen a lo largo de la frontera AC/AM, en la BR-364.

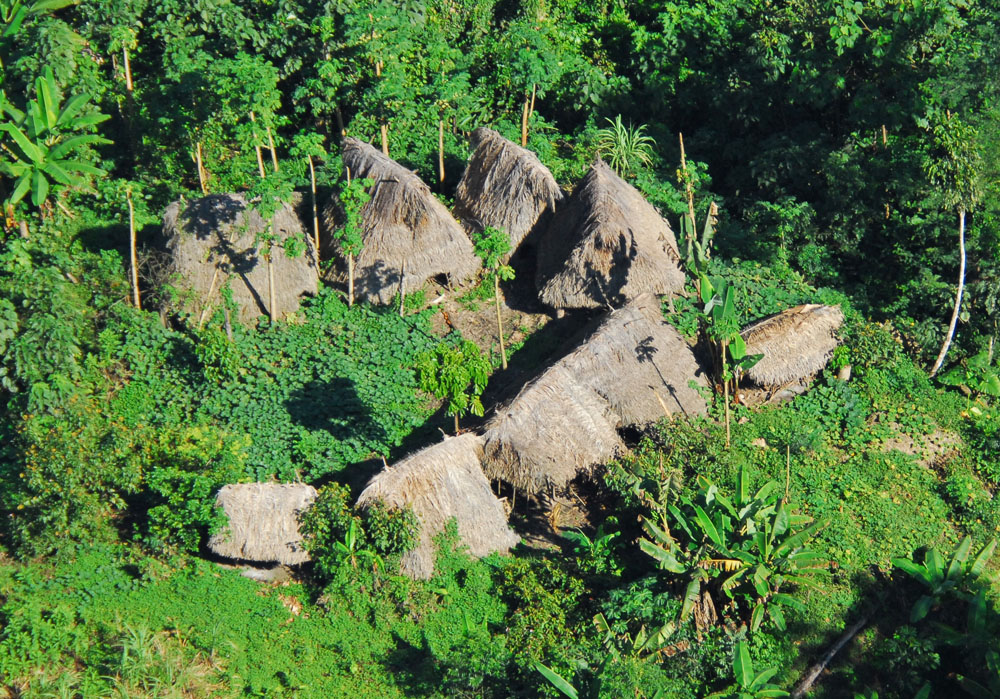
Una comunidad indígena aislada en Acre

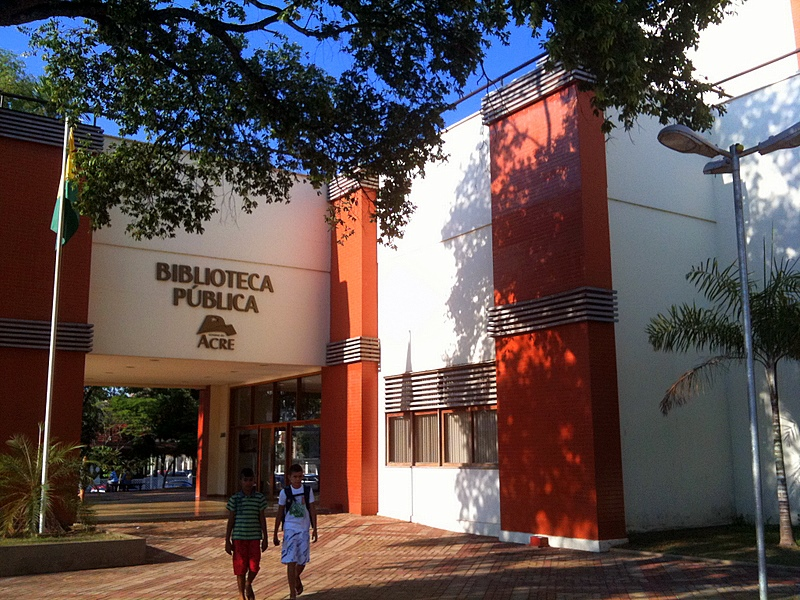
Biblioteca pública estadal de Acre abierta en 1979

### Población del Estado

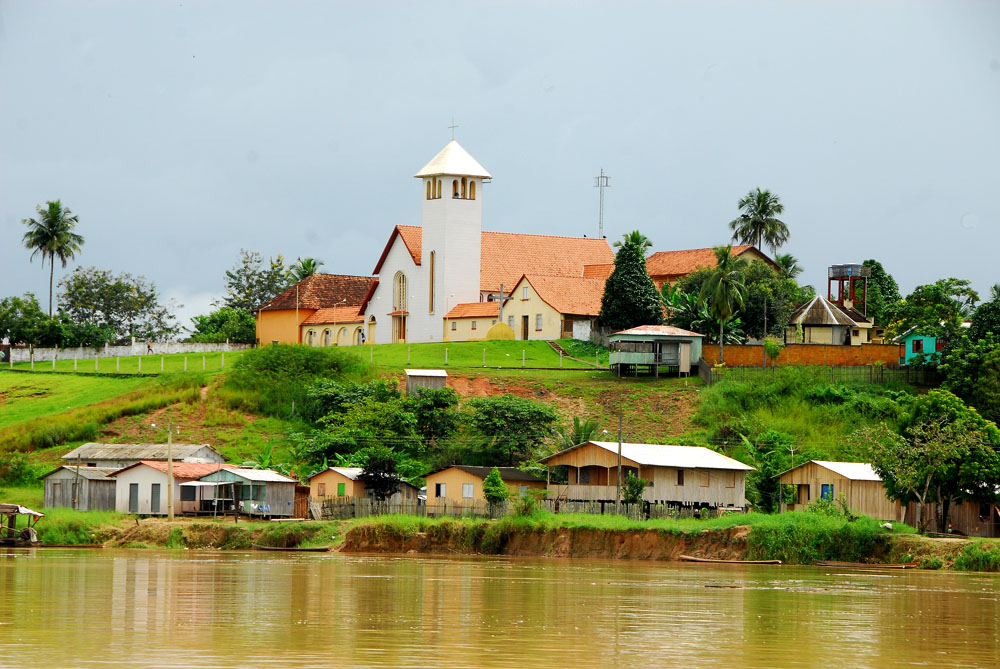
Vista de Porto Walter, Acre

| Población Histórica del Estado de Acre | Población Histórica del Estado de Acre | Población Histórica del Estado de Acre |
| Año                                    | Habitantes                             | Fuente                                 |
| -------------------------------------- | -------------------------------------- | -------------------------------------- |
| 1900                                   | 31 883                                 | Censo boliviano de 1900                |
| 1920                                   | 92 379                                 | Censo brasileño de 1920                |
| 1940                                   | 79 768                                 | Censo brasileño de 1940                |
| 1950                                   | 114 755                                | Censo brasileño de 1950                |
| 1960                                   | 160 208                                | Censo brasileño de 1960                |
| 1970                                   | 218 006                                | Censo brasileño de 1970                |
| 1980                                   | 306 893                                | Censo brasileño de 1980                |
| 1991                                   | 417 718                                | Censo brasileño de 1991                |
| 2000                                   | 557 526                                | Censo brasileño de 2000                |
| 2010                                   | 733 559                                | Censo brasileño de 2010                |
| 2020                                   | 894 470                                | Estimaciones del IBGE                  |
| 2022                                   | 830 018                                | Censo brasileño de 2022                |

| Gráfica histórica de la evolución demográfica del Estado de Acre (Según los censos de población y Proyección de 2020) |
| --- |
| |

### Población por municipios

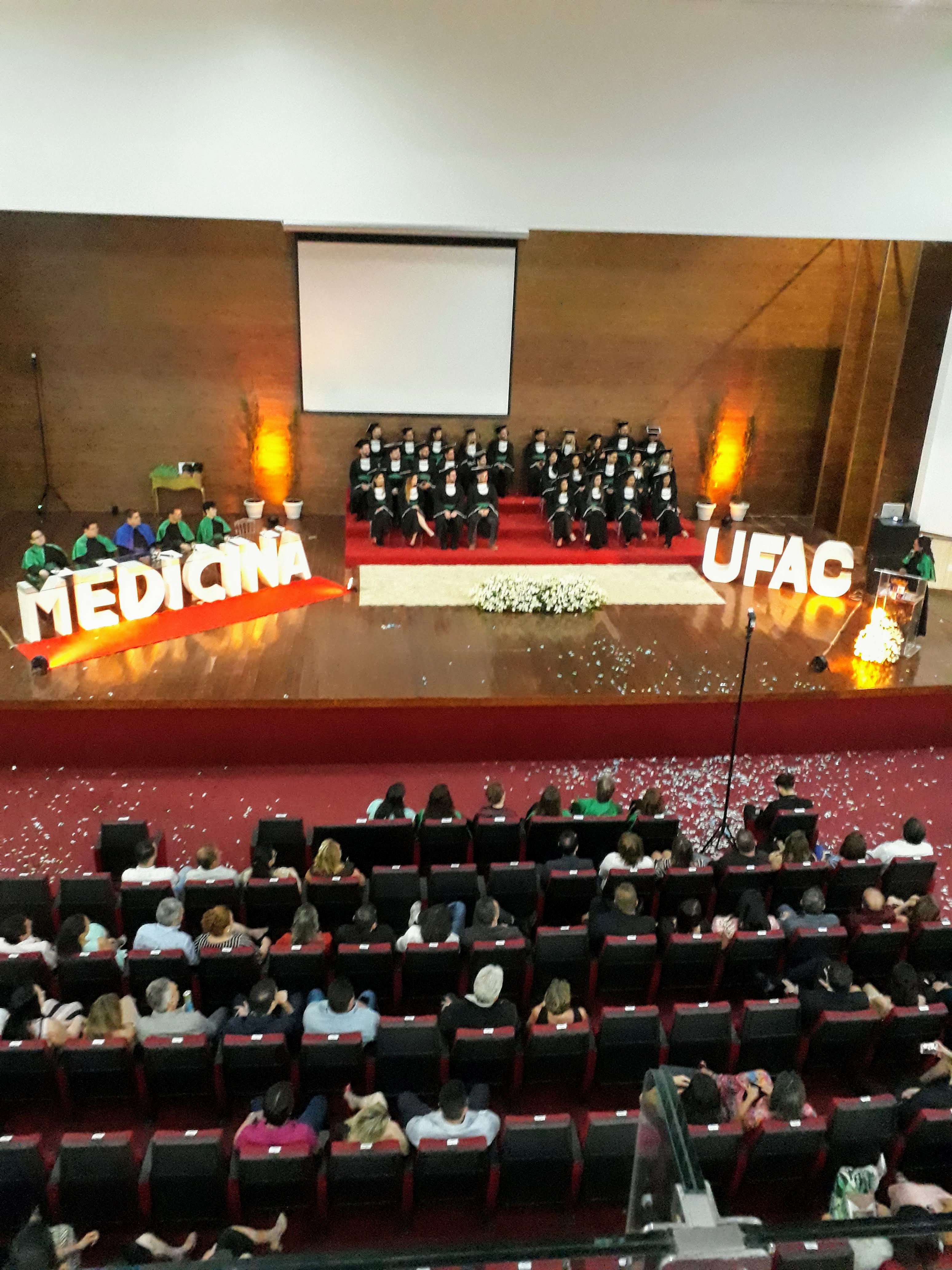
Graduación en la Universidad Federal de Acre

| Población Histórica de los Municipios del Estado de Acre | Población Histórica de los Municipios del Estado de Acre | Población Histórica de los Municipios del Estado de Acre | Población Histórica de los Municipios del Estado de Acre | Población Histórica de los Municipios del Estado de Acre | Población Histórica de los Municipios del Estado de Acre | Población Histórica de los Municipios del Estado de Acre |
| N.° (2022)                                               | Municipio                                                | Censo 1991                                               | Censo 2000                                               | Censo 2010                                               | Censo 2022                                               | Crecimiento 1991 - 2022                                  |
| -------------------------------------------------------- | -------------------------------------------------------- | -------------------------------------------------------- | -------------------------------------------------------- | -------------------------------------------------------- | -------------------------------------------------------- | -------------------------------------------------------- |
| 1º                                                       | Río Branco                                               | 183 280                                                  | 253 059                                                  | 336 038                                                  | 364 756                                                  | + 99,01 %                                                |
| 2º                                                       | Cruzeiro do Sul                                          | 47 812                                                   | 67 441                                                   | 78 507                                                   | 91 888                                                   | + 92,18 %                                                |
| 3º                                                       | Tarauacá                                                 | 23 449                                                   | 26 037                                                   | 35 590                                                   | 43 467                                                   | + 85,36 %                                                |
| 4º                                                       | Sena Madureira                                           | 24 197                                                   | 29 420                                                   | 38 029                                                   | 41 343                                                   | + 70,86 %                                                |
| 5º                                                       | Feijó                                                    | 17 769                                                   | 26 722                                                   | 32 412                                                   | 35 426                                                   | + 99,36 %                                                |
| 6º                                                       | Brasiléia                                                | 13 992                                                   | 17 013                                                   | 21 398                                                   | 26 000                                                   | + 85,82 %                                                |
| 7º                                                       | Senador Guiomard                                         | 15 174                                                   | 19 761                                                   | 20 179                                                   | 21 454                                                   | + 41,38 %                                                |
| 8º                                                       | Mancio Lima                                              | 7 842                                                    | 11 095                                                   | 15 206                                                   | 19 294                                                   | + 92,18 %                                                |
| 9º                                                       | Epitaciolândia                                           | 7 429                                                    | 11 028                                                   | 15 100                                                   | 18 757                                                   | + 152,4 %                                                |
| 10º                                                      | Xapuri                                                   | 10 654                                                   | 11 956                                                   | 16 091                                                   | 18 243                                                   | + 71,23 %                                                |
| 11º                                                      | Marechal Thaumaturgo                                     | 8 076                                                    | 8 295                                                    | 14 227                                                   | 17 093                                                   | + 111,6 %                                                |
| 12º                                                      | Porto Acre                                               | 9 152                                                    | 11 418                                                   | 14 880                                                   | 16 693                                                   | + 82,39 %                                                |
| 13º                                                      | Plácido de Castro                                        | 12 383                                                   | 15 172                                                   | 17 209                                                   | 16 560                                                   | + 33,73 %                                                |
| 14º                                                      | Rodrigues Alves                                          | 6 643                                                    | 8 093                                                    | 14 389                                                   | 14 938                                                   | + 124,8 %                                                |
| 15º                                                      | Acrelandia                                               | 5 467                                                    | 7 935                                                    | 12 538                                                   | 14 021                                                   | + 156,4 %                                                |
| 16º                                                      | Bujari                                                   | 3 182                                                    | 5 826                                                    | 8 471                                                    | 12 917                                                   | + 305,9 %                                                |
| 17º                                                      | Manoel Urbano                                            | 4 650                                                    | 6 374                                                    | 7 981                                                    | 11 996                                                   | + 157,9 %                                                |
| 18º                                                      | Porto Walter                                             | 6 447                                                    | 5 485                                                    | 9 176                                                    | 10 735                                                   | + 66,5 %                                                 |
| 19º                                                      | Capixaba                                                 | 2 316                                                    | 5 206                                                    | 8 798                                                    | 10 392                                                   | + 348,7 %                                                |
| 20º                                                      | Jordão                                                   | 4 210                                                    | 4 454                                                    | 6 577                                                    | 9 222                                                    | + 119,0 %                                                |
| 21º                                                      | Assis Brasil                                             | 2 917                                                    | 3 490                                                    | 6 072                                                    | 8 100                                                    | + 177,6 %                                                |
| 22º                                                      | Santa Rosa do Purus                                      | 677                                                      | 2 246                                                    | 4 691                                                    | 6 723                                                    | + 893,0 %                                                |
| TOTAL                                                    | Estado de Acre                                           | 417 718                                                  | 557 526                                                  | 733 559                                                  | 830 018                                                  | + 98,70 %                                                |

### Educación
En 2020, la educación primaria contaba con 1.344 escuelas, 6.370 profesores y 156.679 alumnos matriculados. La enseñanza secundaria contaba con 247 centros, 2.035 profesores y 39.287 matriculados. La educación infantil contaba con 508 centros de educación preescolar, 1.964 profesores y 38.629 alumnos.
Acre es uno de los 13 estados con mayor índice de analfabetismo en Brasil, con un porcentaje de analfabetos que alcanza 12,1%.
Las principales universidades de Acre son: Instituto Federal do Acre, la Universidad Federal de Acre (Universidad Federal do Acre) ambas instituciones públicas, la Unidad Educativa del Norte (União Educacional do Norte) y la Institución de Educación Superior de Acre (Instituição de Ensino Superior do Acre)  estas 2 últimas privadas.
El portugués es la lengua vehicular de todos los niveles educativos, el inglés y el español se enseñan como lenguas extranjeras.

### Salud
En 2005 había 337 hospitales en el estado, 282 públicos y 55 privados, con un total de 1.561 camas. De los 337 hospitales, 227 eran de uso general y 221 especializados. De los 7 municipios que existían en 1970, sólo Rio Branco tenía suministro de agua corriente, aunque carecía de servicio de alcantarillado, lo que impide el control de la disentería amebiana endémica. En 2005, el estado tenía un 48% de acceso al agua y un 44,3% a la red de alcantarillado. En 2006, la mortalidad infantil era de 20,7 por cada 1000 nacidos vivos, siendo la malaria la principal causa de muerte. Las aldeas que se encuentran a un día de camino unas de otras en la selva, y que a veces están completamente aisladas durante la estación de lluvias, dificultan la difusión de la salud pública.

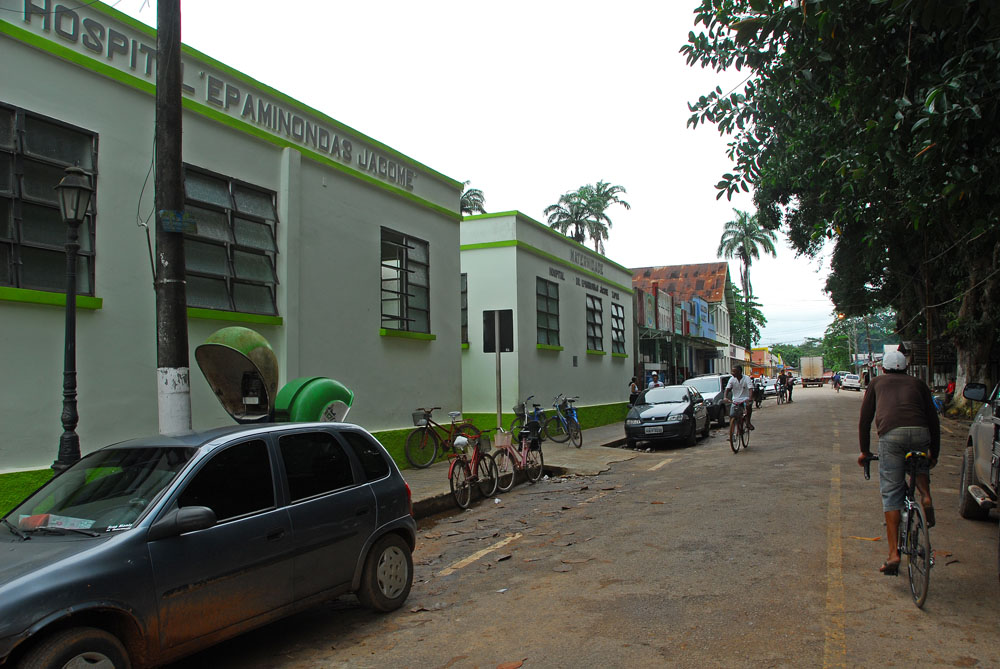
Hospital Epaminondas Jacome en Xapuri

Una encuesta realizada por el IBGE en 2008 reveló que el 73,4% de la población del estado calificaba su salud de buena o muy buena; el 61% de la población visita al médico con regularidad; el 35,6% de los habitantes visita al dentista con regularidad y el 5,8% de la población ha sido hospitalizada en los últimos doce meses. Según los datos de la encuesta, el 24,2% de los habitantes declaraba tener alguna enfermedad crónica y sólo el 12,6% tenía seguro médico. Menos de la mitad de los hogares del estado están inscritos en el programa de Unidad de Salud Familiar: 46,7%.
En términos de salud de la mujer, 27% de las mujeres mayores de 40 años se hicieron un examen clínico de mamas en los últimos doce meses; 30,4% de las mujeres entre 50 y 69 años se hicieron una mamografía en los últimos dos años; y 77,7% de las mujeres entre 25 y 59 años se hicieron un examen preventivo de cáncer de cuello uterino en los últimos tres años. La capital, Rio Branco, tiene la mayor población de mujeres del país.

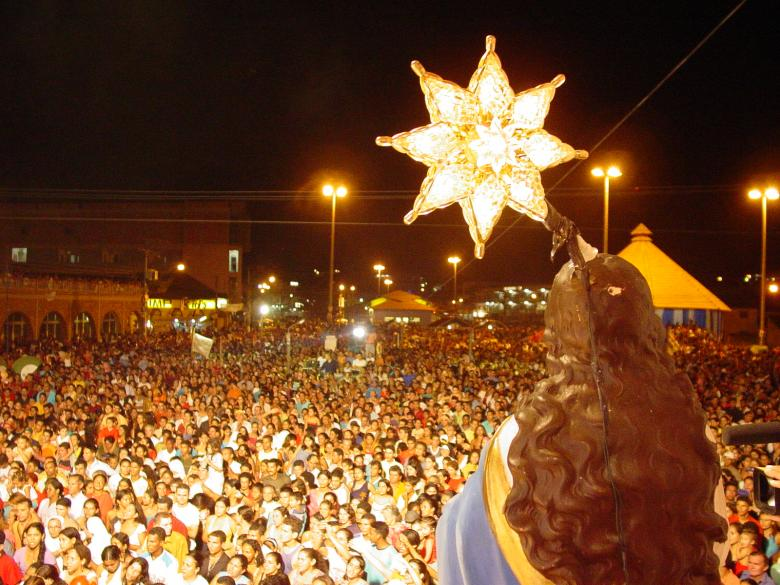
Habitantes de Acre durante el rezo de un novenario

La capital, Rio Branco, tiene mejores infraestructuras y es un punto de referencia para toda la región, incluidos los estados y países vecinos.

### Religión
Antes de la colonización europea la población aborigen seguía religiones tradicionales, pero tras la llegada de los españoles se introdujo el cristianismo, que después fue reforzado durante el gobierno boliviano y brasileño. La prelatura territorial de Acre y Purús fue erigida el 4 de octubre de 1919 con la bula Ecclesiae universae del papa Benedicto XV, obteniendo el territorio de la diócesis de Amazonas. El 15 de febrero de 1986, en virtud de la bula Cum Praelaturae del papa Juan Pablo II, la prelatura territorial fue elevada a diócesis y asumió su nombre actual.

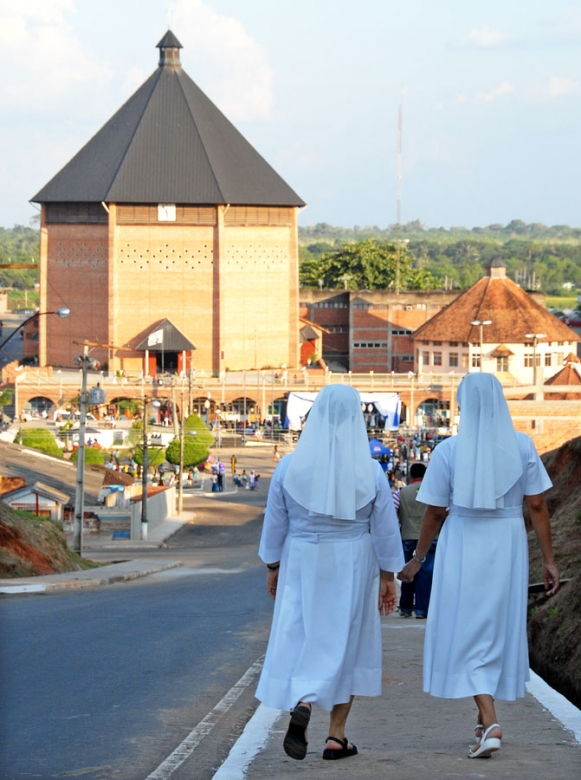
Dos monjas camino a la Catedral de Nuestra Señora de la Gloria en Cruzeiro do Sul, Acre

La diócesis de Río Branco (Dioecesis Fluminis Albi Superioris)  Atiende a la población católica
En cuanto a religión, la población del estado está formada de la siguiente manera:
- 68,4% Católicos
- 20,3% Evangélicos
- 0,4% Testigos de Jehová
- 0,3% Espiritistas
- 0,2% mormones
- 0,2% que siguen tradiciones indígenas

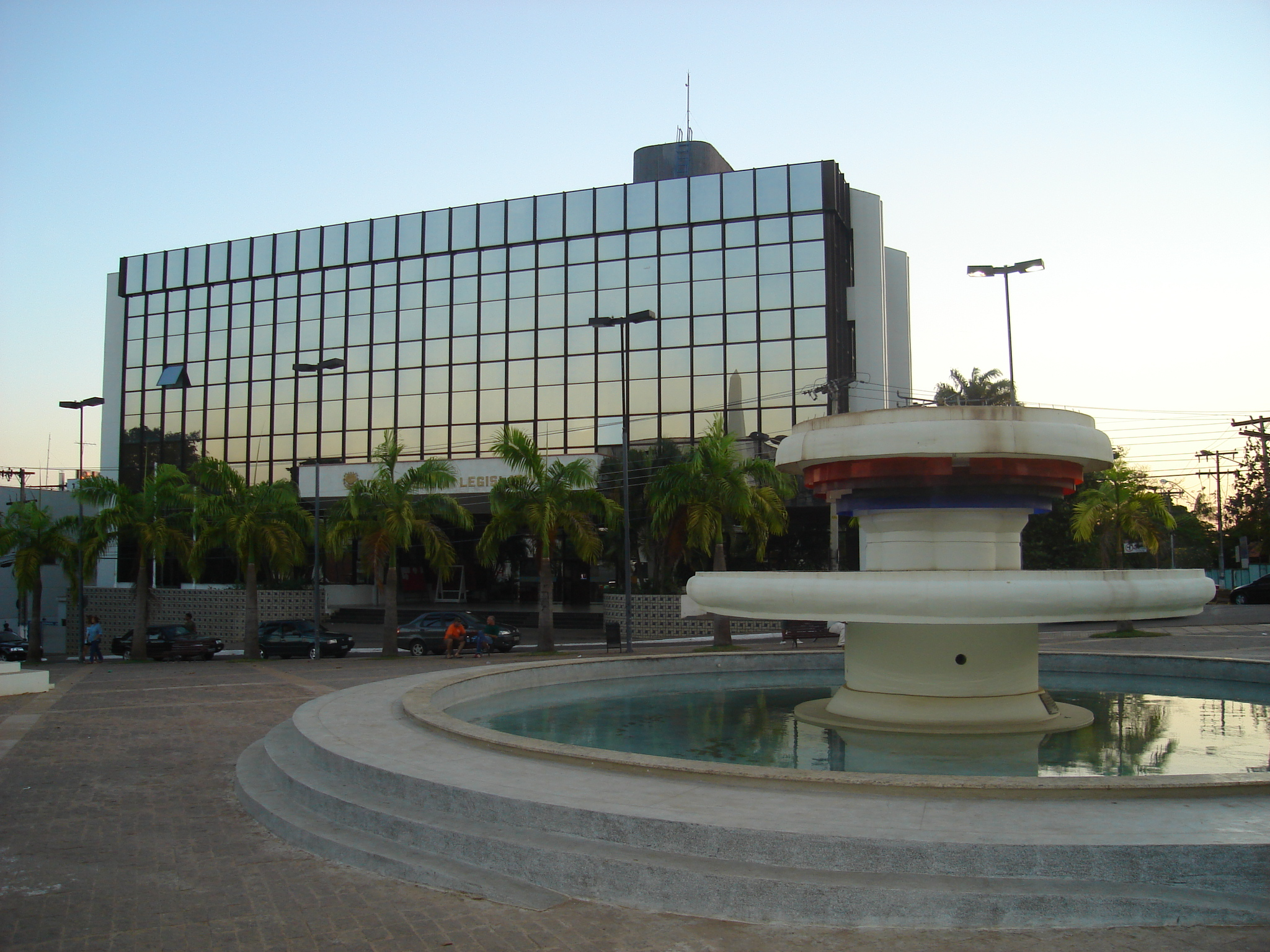
Sede de la Asamblea Legislativa de Acre

- 0,1% otros protestantes
- 0,3% otras religiones y
- 9,7% sin religión

## Política y Gobierno
Acre es un estado federal gobernado por tres poderes: el ejecutivo, el legislativo y el judicial. La participación popular en las decisiones del gobierno está permitida a través de referendos y plebiscitos. La actual Constitución de Acre fue promulgada en 1989, además de los cambios resultantes de posteriores Enmiendas Constitucionales. El poder ejecutivo de Acre está centralizado en el gobernador del estado, que es elegido por sufragio universal y voto directo y secreto por la población para mandatos de hasta cuatro años, pudiendo ser reelegido para un nuevo mandato. Su sede es el Palacio de Río Branco, sede del gobierno de Acre desde 1930. El poder legislativo del Estado es unicameral, formado por la Asamblea Legislativa de Acre, situada en el centro de Río Branco. Está compuesta por 24 diputados, elegidos cada cuatro años. En el Congreso Nacional, Acre está representado por 3 senadores y 8 diputados federales. El tribunal superior del poder judicial de Acre es el Tribunal de Justicia del Estado de Acre, situado en el centro de Rio Branco. El poder judicial está compuesto por jueces y magistrados.
Con 241.196 electores, Rio Branco es el municipio con mayor número de votantes. Le siguen Cruzeiro do Sul, con 54.100 electores, Sena Madureira (27.500 electores), Tarauacá (24.900 electores) y Feijó, Brasiléia y Senador Guiomard, con 19.700, 16.200 y 13.500 electores respectivamente. El municipio con menor número de electores es Santa Rosa do Purus, con 3.100.

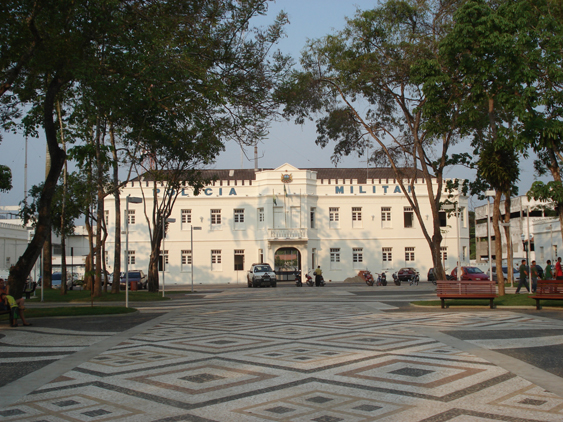
Cuartel de la Policía Militar en Acre

En lo que se refiere a partidos políticos, los 35 partidos políticos brasileños tienen representación en el estado. Según informaciones divulgadas por el Tribunal Superior Electoral (TSE), con base en datos de octubre de 2016, el partido político con mayor número de afiliados en Acre es el Partido de los Trabajadores (PT), con 10.297 afiliados, seguido por el Partido del Movimiento Democrático Brasileño (PMDB), con 8.616 afiliados y el Partido Comunista de Brasil (PCdoB), con 8.047 afiliados. Completan la lista de los cinco mayores partidos políticos del estado, por número de afiliados, el Partido de la Social Democracia Brasileña (PSDB), con 5.954 afiliados; y el Partido Socialista Brasileño (PSB), con 3.964 afiliados. También según el Tribunal Superior Electoral, el Partido Novo (NOVO) y el Partido da Causa Operária (PCO) son los partidos políticos menos representativos del estado, con 4 y 25 miembros, respectivamente. El mayor partido político del estado por número de miembros es el Partido de la Social Democracia Brasileira (PSDB), con 5.954 miembros.

### Cambio de límites
El Acre poseía una extensión territorial de 152.581,4 km ², pero el 3 de abril de 2008, una decisión unánime de la Corte Suprema Federal puso fin a la disputa de ocho años entre Acre y Amazonas, alterando los límites de la Línea Cunha Gomes e incorporando territorio al estado, aproximadamente 1,2 millones de hectáreas (parte de municipios de la Amazonia como Guajará Ipixuna, Eurunepé, Lábrea y Boca do Acre), por lo que hoy tiene un territorio de 164,221.36 km ² (16.422.136 ha). Su superficie es de 445 kilómetros de norte a sur y 809 km al este-oeste entre sus extremos. Representa el 4% de la región amazónica de Brasil y el 1,9% del territorio nacional de Brasil.

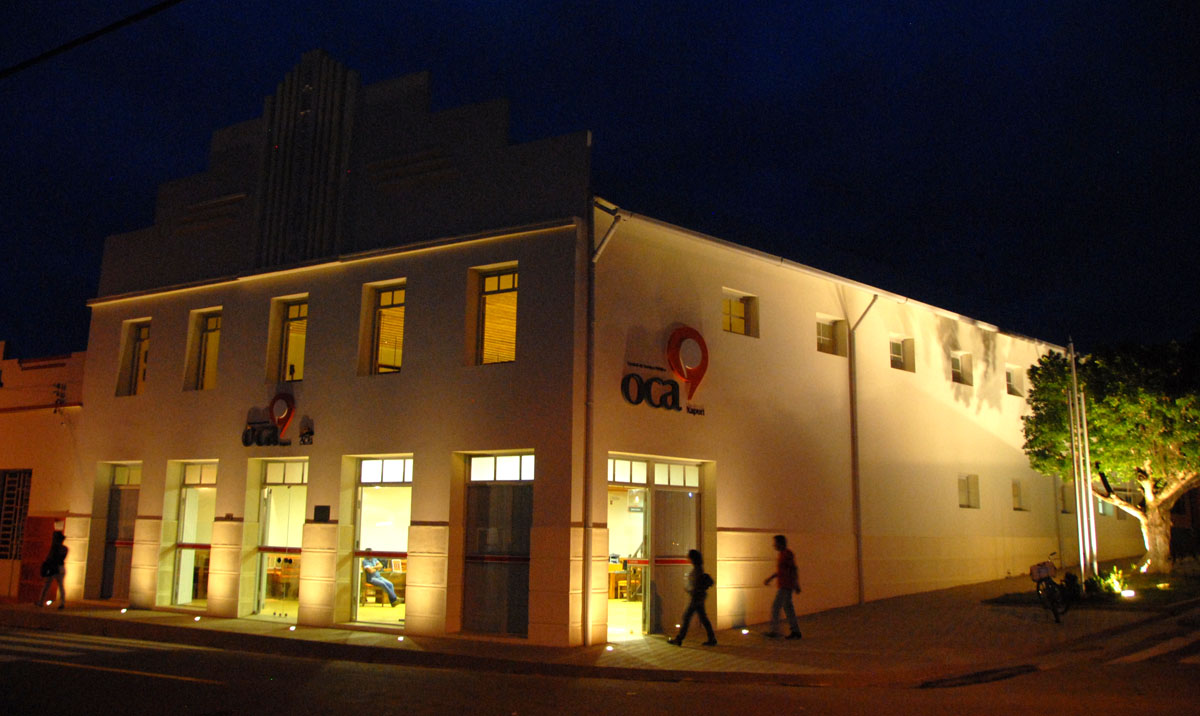
Oficina de Servicios Públicos en Xapuri

### Tierras indígenas
En el estado de Acre han sido las delimitadas tierras indígenas, como las de Mamoadate, Katukina, Cabeceira do Rio Acre, río Caeté, río Iaco y río Purus, en las que viven los pueblos indígenas Yaminawa o Yora, Yawanawa y Waninawa o Katukina, que hablan lenguas pano; y los Machineri, Piro o Yine, que hablan lenguas arawak. Además habitan en el estado, tanto fuera como dentro de algunas de estas demarcaciones, varias poblaciones indígenas no contactadas, denominadas genéricamente como Masko, pero que se trata de etnias diferentes que habitan en zonas muy distantes entre sí, como las cabeceras y afluentes de los ríos Envira, Humaitá, Riozinho y Xinane.

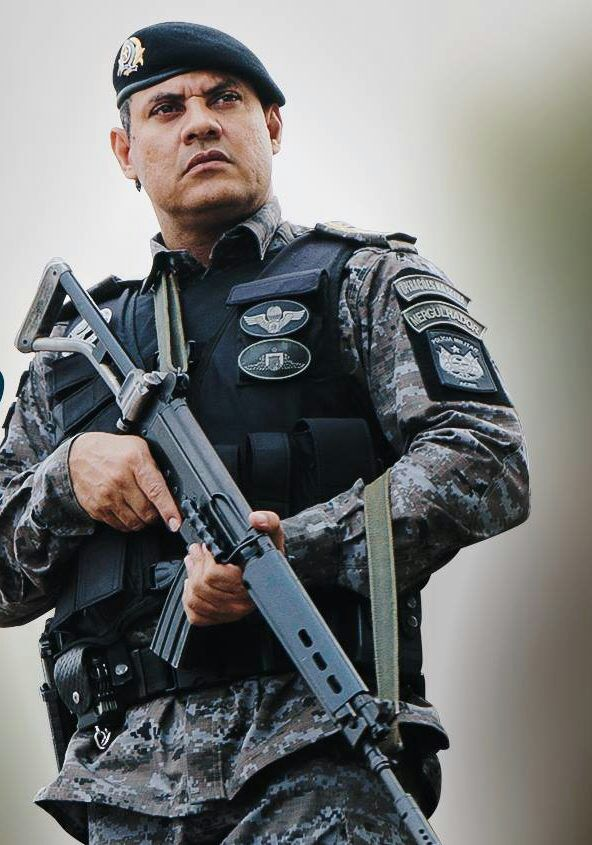
Coronel de la Policía del Estado de Acre

### Seguridad y Defensa
Según el Ejército Brasileño, Acre forma parte del Comando Militar de la Amazonía, que tiene su sede en Manaos, con pelotones fronterizos. Según la Fuerza Aérea Brasileña, el Estado forma parte del VII Comando Aéreo Regional (VII COMAR), también con sede en Manaos, con el Destacamento de Control del Espacio Aéreo de Rio Branco (DTCEA-RB) y el Destacamento de Control del Espacio Aéreo de Cruzeiro do Sul (DTCEA-CZ), ambos pertenecientes al Centro Integrado de Defensa Aérea y Control del Tráfico Aéreo IV (CINDACTA IV), el Estado no posee Base Aérea. No hay unidades de la Marina en el Estado.
La Policía Militar del Estado de Acre (PMAC) tiene como función principal la policía ostensiva y la preservación del orden público en el estado de Acre. A efectos organizativos, es una Fuerza Auxiliar y de Reserva del Ejército Brasileño, al igual que sus fuerzas hermanas. Forma parte del Sistema Brasileño de Seguridad Pública y Defensa Social y está subordinada al Gobierno del Estado de Acre. Sus miembros se denominan militares de Estado (artículo 42 de la Constitución brasileña), al igual que los miembros del Cuerpo de Bomberos Militares del Estado de Acre.
La Policía Civil del Estado de Acre es uno de los cuerpos de policía del Estado de Acre, órgano del sistema de seguridad pública que tiene a su cargo, en los términos del artículo 144, párrafo 4.º, de la Constitución Federal y con excepción de la competencia específica de la Unión, las funciones de policía judicial y de investigación de los delitos, excepto los de naturaleza militar. La institución penitenciaria más importante es la Colonia Penal y Agrícola Evaristo de Morais, en Rio Branco.
El Cuerpo de Bomberos Militares del Estado de Acre (CBMAC) es una Corporación cuya misión principal es realizar actividades de Defensa Civil, Prevención y Combate de Incendios, Búsqueda, Rescate y Auxilio Público en el Estado de Acre. Es una Fuerza Auxiliar y de Reserva del Ejército Brasileño, y forma parte del Sistema de Seguridad Pública y Defensa Social de Brasil. Sus miembros son llamados Militares de Estado por la Constitución Federal de 1988, así como los miembros de la Policía Militar del Estado de Acre.

## Economía
La economía del Estado se basa en la extracción de caucho y castaña, en la ganadería y la agricultura (la soya, así como en otros estados del norte de Brasil, es destacada). Con relación al extractivismo, el gran impulso en la vida económica y en la colonización de este estado fue dado con la exploración del caucho a fines del siglo XIX y comienzo del siglo XX.

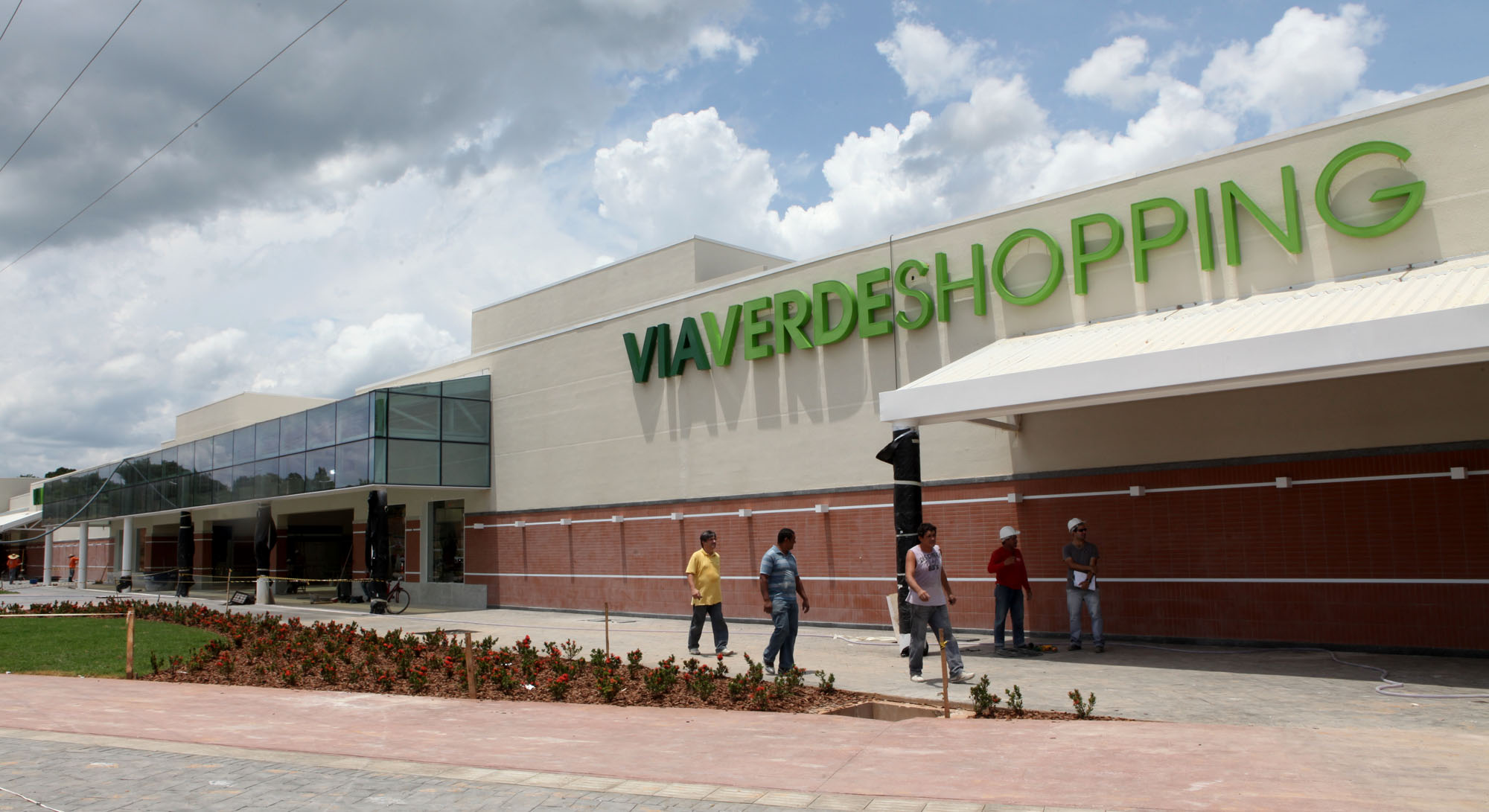
Un centro comercial (Via Verde Shopping) en Rio Branco

Hay pocas industrias en el estado, que está muy lejos de los principales mercados consumidores. Acre era uno de los estados más aislados del país, pero consiguió interconectarse oficialmente con el resto de la red de carreteras de Brasil en mayo de 2021, con la inauguración del puente de Abunã, construido sobre el río Madeira. La falta de este enlace limitaba mucho el desarrollo económico del estado. Sin embargo, con su finalización, se estableció una conexión ininterrumpida entre el extremo oeste de la Región Norte y la Región Sudeste de Brasil, a través de la autopista BR-364.
Acre tiene el 25.º mayor Producto Interno Bruto (PIB) del país, basado principalmente en la explotación de recursos naturales y en el sector primario. Según datos del IBGE de 2014, el PIB de Acre fue de 13.459.000 billones, mientras que su PIB per cápita fue de 17.034 reales. A pesar de tener una de las mayores tasas de crecimiento económico (4,4% en 2014) y un PIB per cápita considerado alto, este último es el segundo más bajo entre los estados de su macrorregión, superando sólo a Pará. Además, la economía del estado está clasificada como la tercera peor entre todas las unidades federales brasileñas y su capital, Rio Branco, ocupa el último lugar entre las capitales estatales en términos de PIB per cápita. La economía del estado de Acre también está clasificada como la tercera peor entre los estados brasileños en términos de PIB per cápita.
Las exportaciones de Acre se componen principalmente de cocos, castañas y anacardos (29,80%), madera aserrada (23,34%), madera perfilada (19,71%), madera contrachapada (9,31%) y productos farmacéuticos de origen animal (4,97%).

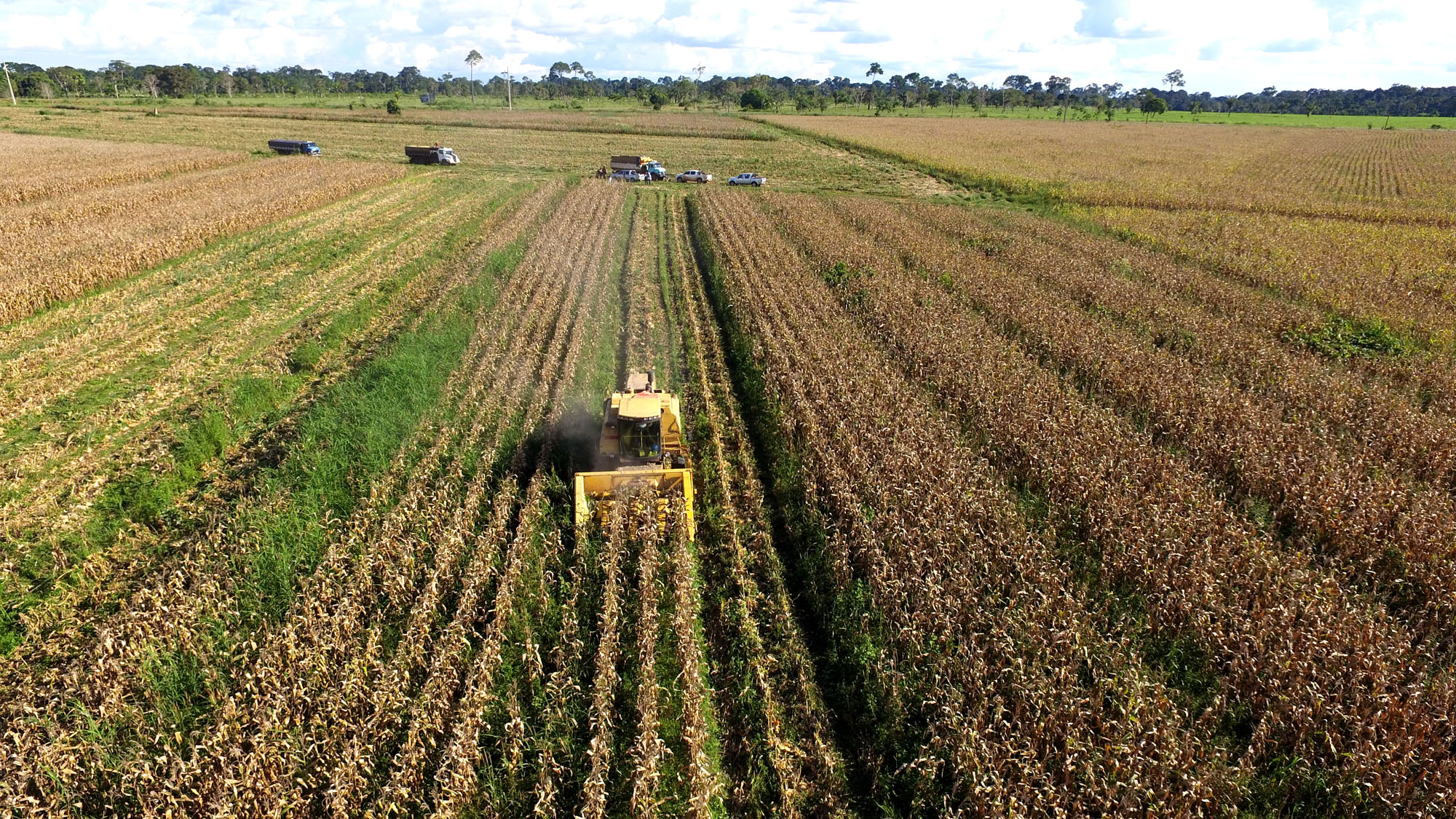
Producción de Maíz en el Alto Acre

### Agricultura y Minería
Uno de los principales productores de caucho (Hevea brasiliensis) del país, Acre produjo 845 toneladas en 2008, lo que representa algo más de un cuarto del total nacional. En la región de Abunã, un cauchero puede producir hasta 1,5 toneladas de caucho por cosecha. Los tipos producidos son «caucho», «cernambi caucho», «cernambi rama» y «cernambi seringa». La coagulación se sigue realizando mediante el proceso de ahumado. El rendimiento medio es de dos kilos de látex por hevea. La recolección de la castaña también es una actividad importante, que suelen realizar los recolectores de caucho como ocupación subsidiaria durante la temporada de lluvias. La cosecha no es regular. La producción de Acre en 2009 fue de 20 toneladas, lo que representa el 20% de toda la producción nacional y la mayor de Brasil. La madera también tiene importancia económica en la región, con una producción de leña en 2008 de 679.077 m³. 
El método de extracción es rudimentario, utilizándose sierras manuales, y aun así sólo en los centros más avanzados. La agricultura es generalmente de subsistencia, incapaz de sostenerse frente a los elevados rendimientos de las actividades extractivas. Los principales productos agrícolas de Acre en 2008 fueron los siguientes: arroz (28.569 toneladas), caña de azúcar (52.609 toneladas), frijoles (5.779 toneladas), mandioca (730.434 toneladas) y maíz (61.088 toneladas). La ganadería sólo comenzó a desarrollarse a principios de la década de 1990.

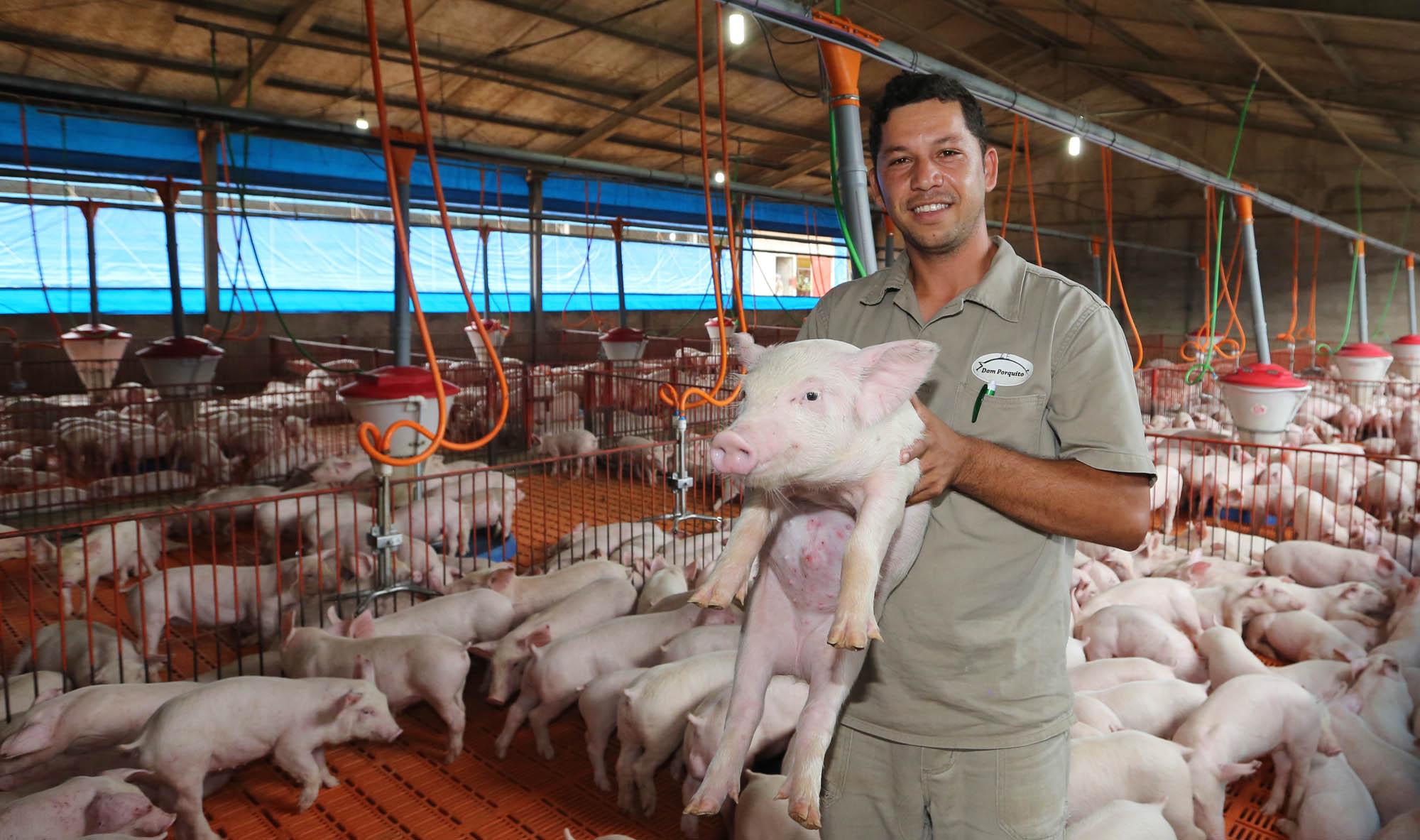
Producción de carne de cerdo en Acre

La ganadería no empezó a desarrollarse hasta la década de 1970. El suelo utilizado para las plantaciones se desgastó por la tala y la quema y se convirtió en pastos ralos. No hay campos naturales y los que están abiertos en el bosque, si no están ya agotados por el arado, son fácilmente invadidos por la capoeira. En 2008, Acre tenía 155.861 cerdos, 2.425.687 bovinos, 77.623 ovinos, 7.201 mulos, 60.668 caballos y 15.433 caprinos. La pesca se practica a pequeña escala y es mayoritariamente de subsistencia. En 2005 se produjeron 3.510 toneladas de pescado, la penúltima producción del país. La minería es escasa y se caracteriza por la prospección más primitiva - realizada con batidores - y se desconocen las estadísticas sobre su producción.

### Industria

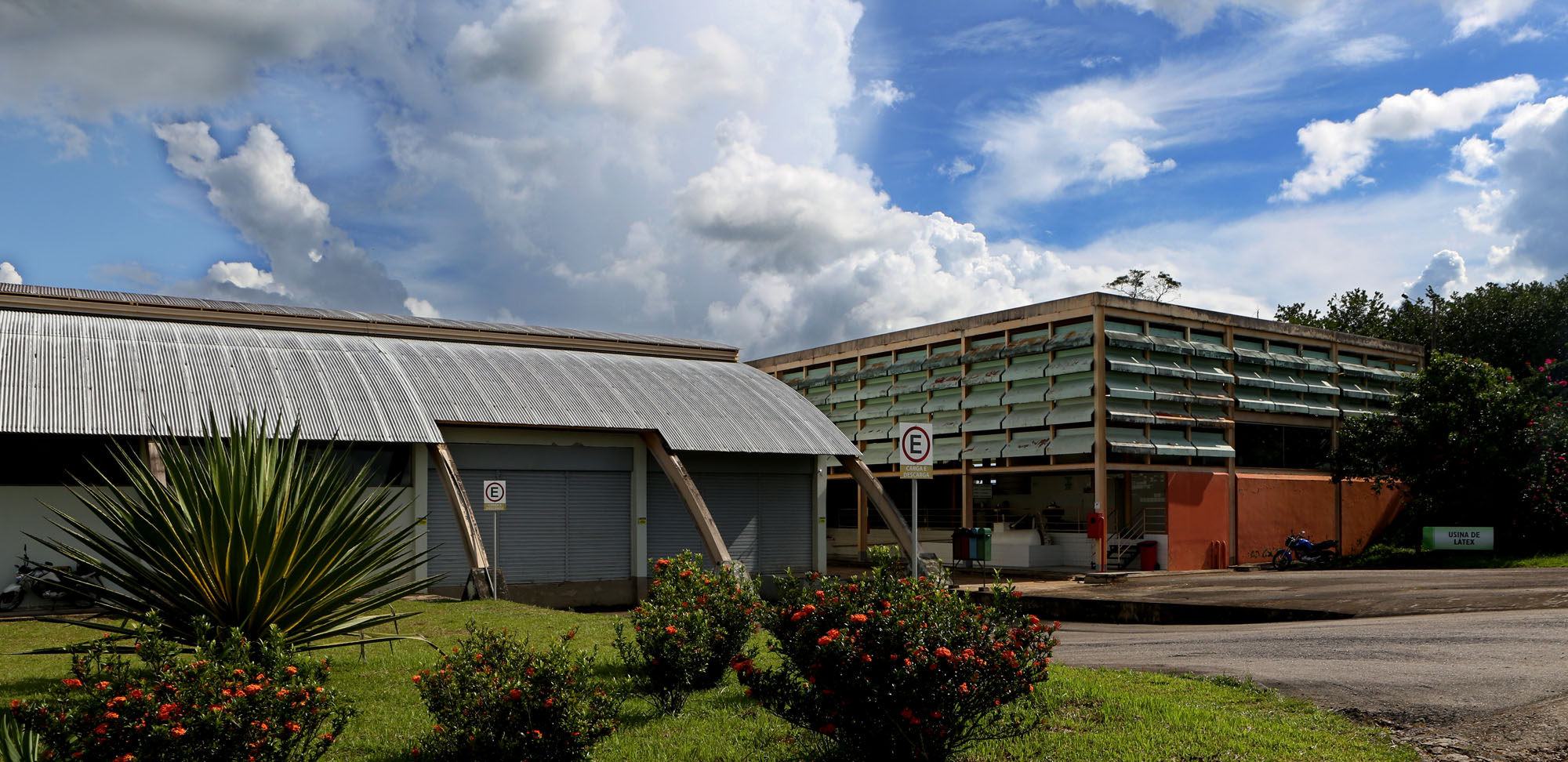
Fábrica de Preservativos en Acre

En 2018, Acre tuvo un PIB industrial de 1.100 millones de reales, equivalente al 0,1% de la industria nacional y empleó a 13.025 trabajadores industriales. Los principales sectores industriales son: Construcción (47,6%), Servicios Industriales de Utilidad Pública como Electricidad y Agua (24,6%), Alimentación (18,8%), Minerales No Metálicos (2,0%) y Madera (1,5%). Estos 5 sectores representan el 94,5% de la industria del estado.
En 2009, la industria del Estado empleó 13.000 personas en 1.416 establecimientos y unidades, que produjeron bienes por valor de R$ 773 millones. La industria aún es de pequeña escala en el estado, siendo gran parte de ella productos alimenticios, como queso, mantequilla, refrescos y otros; y el procesamiento rudimentario de algunos productos agrícolas, como harina de mandioca y azúcar Bangüê. 

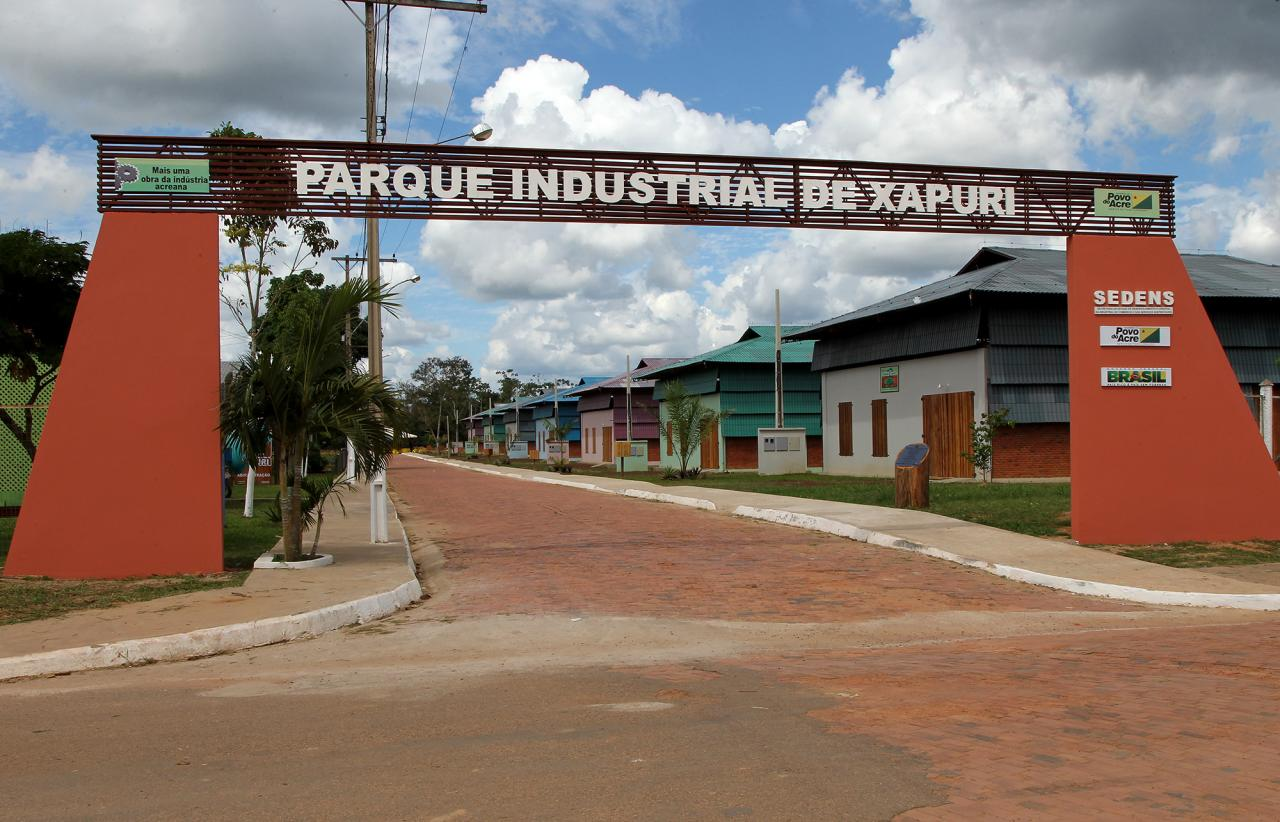
Parque Industrial de Xapuri

El estado también tiene industrias que producen barcos, carrocerías de camiones, pisos laminados y de madera, muebles, vidrio templado, preservativos (el único en el mundo que utiliza caucho natural de látex nativo), entre otros productos. En las colonias más importantes de Alto Juruá y Alto Purus, o incluso en lugares que pueden servir a varias colonias, se instalan «conjuntos mecánicos», casi todos pertenecientes al gobierno. Los conjuntos mecánicos incluyen máquinas para trillar maíz, descascarar arroz, rallar, prensar y hervir mandioca, así como molinos y sopletes para fabricar azúcar de caña. La potencia instalada de las plantas generadoras en 2004 es de 331 GWh, con un consumo mínimo de 405 GWh. El estado cuenta actualmente con 2 Distritos Industriales: 1 en la capital Rio Branco y otro en el municipio de Acrelandia.
En el estado se está creando la llamada ZPE (zona de procesamiento para la exportación), un distrito industrial incentivado, donde las empresas localizadas operan con reducción/suspensión de impuestos y contribuciones federales y libertad cambiaria (pueden quedarse con el 100% de las divisas obtenidas de las exportaciones al exterior), con la condición de que destinen al menos el 80% de su producción de bienes y servicios al mercado externo, con la intención de llevar los productos fabricados en Acre a los mercados de Bolivia, Perú y países asiáticos, cuando se concluya la Autopista del Pacífico. La ZPE de Acre estará situada en la autopista BR-317, entre la capital Rio Branco y el municipio de Senador Guiomard.

### Comercio
Casi todo el comercio del estado se realiza por vía fluvial y, en menor medida, aérea. Acre exporta casi todo lo que produce e importa prácticamente todo lo que consume. Sus exportaciones se resumen en madera contrachapada y perfilada (49%), madera aserrada o enchapada (27%), frutas (21%) y otros (3%) todas las cuales convergen en los estados de Amazonas y Pará, preferentemente Belém, de donde también provienen la mayoría de sus compras. El comercio con Bolivia se limita a la compra de ganado en pie y alimentos de Bolivia, a menudo de forma ilegal. En marzo de 2010, el valor de las exportaciones de cabotaje fue de US$ 15.727.499 y el de las importaciones de US$ 15.059.156.

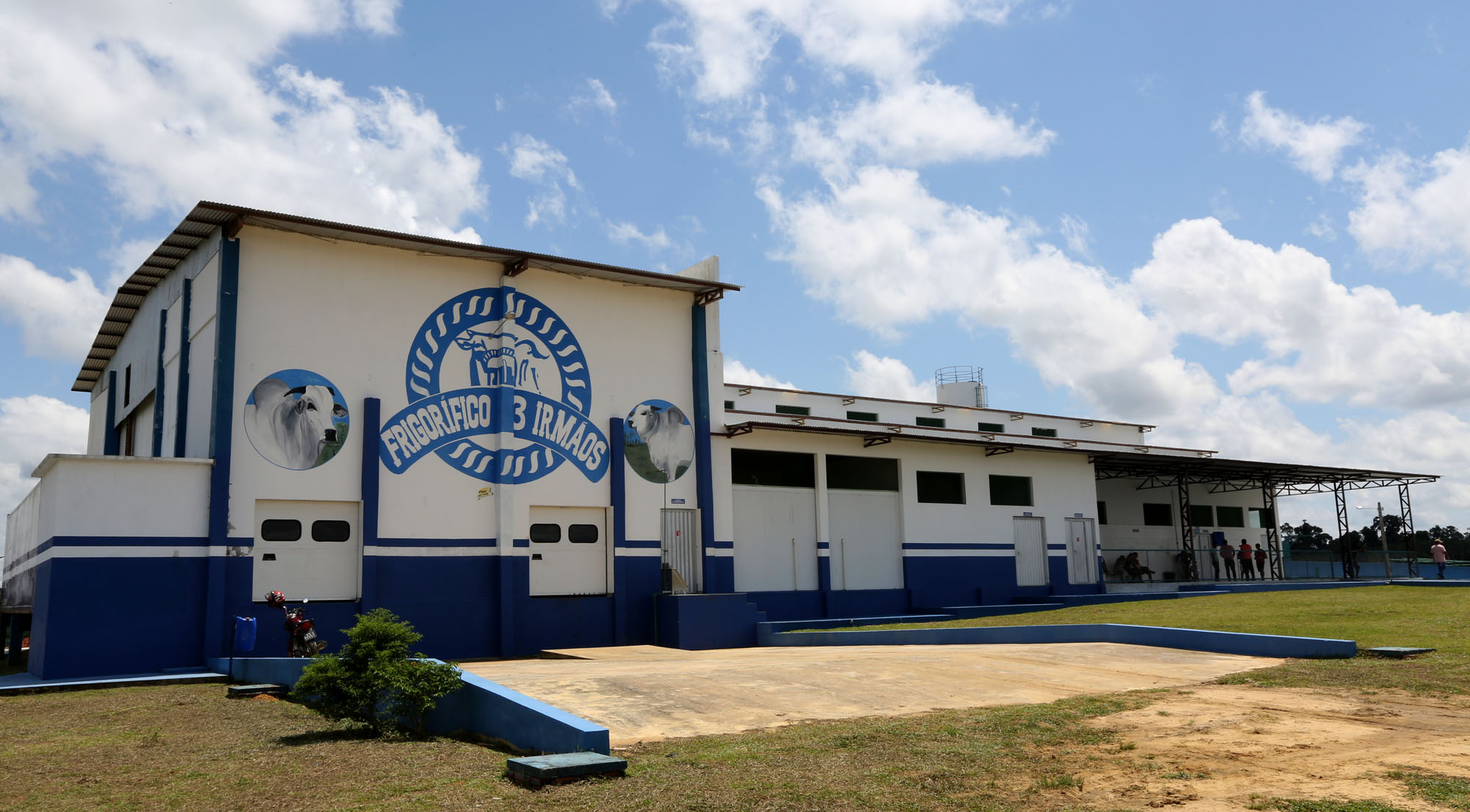
Planta procesadora de Carne Bovina en Cruzeiro do Sul

### Evolución histórica
| Tamaño de la Economía del Estado de Acre y Riqueza promedio por cada habitante (PIB per Cápita) | Tamaño de la Economía del Estado de Acre y Riqueza promedio por cada habitante (PIB per Cápita) | Tamaño de la Economía del Estado de Acre y Riqueza promedio por cada habitante (PIB per Cápita) |
| Año | PIB (en Dólares)                                                                                | PIB per Cápita del Estado (en Dólares)                                                          |
| --- | ----------------------------------------------------------------------------------------------- | ----------------------------------------------------------------------------------------------- |
| 1999 | US$ 858 millones                                                                                | US$ 1 579 dólares                                                                               |
| 2000 | US$ 930 millones                                                                                | US$ 1 615 dólares                                                                               |
| 2001 | US$ 817 millones                                                                                | US$ 1 379 dólares                                                                               |
| 2002 | US$ 773 millones                                                                                | US$ 1 269 dólares                                                                               |
| 2003 | US$ 1 097 millones                                                                              | US$ 1 715 dólares                                                                               |
| 2004 | US$ 1 293 millones                                                                              | US$ 2 137 dólares                                                                               |
| 2005 | US$ 1 766 millones                                                                              | US$ 2 750 dólares                                                                               |
| 2006 | US$ 2 143 millones                                                                              | US$ 3 237 dólares                                                                               |
| 2007 | US$ 2 803 millones                                                                              | US$ 4 514 dólares                                                                               |
| 2008 | US$ 3 495 millones                                                                              | US$ 5 397 dólares                                                                               |
| 2009 | US$ 3 709 millones                                                                              | US$ 5 352 dólares                                                                               |
| 2010 | US$ 4 741 millones                                                                              | US$ 6 471 dólares                                                                               |
| 2011 | US$ 5 345 millones                                                                              | US$ 7 162 dólares                                                                               |
| 2012 | US$ 5 188 millones                                                                              | US$ 6 837 dólares                                                                               |
| 2013 | US$ 5 319 millones                                                                              | US$ 6 851 dólares                                                                               |
| 2014 | US$ 5 720 millones                                                                              | US$ 7 240 dólares                                                                               |
| 2015 | US$ 4 089 millones                                                                              | US$ 5 090 dólares                                                                               |
| 2016 | US$ 3 934 millones                                                                              | US$ 4 827 dólares                                                                               |
| 2017 | US$ 4 502 millones                                                                              | US$ 5 471 dólares                                                                               |
| 2018 | US$ 4 093 millones                                                                              | US$ 4 940 dólares                                                                               |
| 2019 |                                                                                                 |                                                                                                 |
| 2020 |                                                                                                 |                                                                                                 |
| Nota 1: Las cifras están expresadas en dólares estadounidenses. Nota 2: Debido a la inmensidad de Brasil, el IBGE tarda 2 años en publicar los datos oficiales (última publicación, 2016). Nota 3: Las cifras del año 2017, 2018 y 2019 son solo estimaciones del IBGE (sujetas a cambio). |                                                                                                 |                                                                                                 |

### Economía por municipios
| Municipios del Estado de Acre según el tamaño de su Economía PIB (producto interno bruto) en 2016 | Municipios del Estado de Acre según el tamaño de su Economía PIB (producto interno bruto) en 2016 | Municipios del Estado de Acre según el tamaño de su Economía PIB (producto interno bruto) en 2016 | Municipios del Estado de Acre según el tamaño de su Economía PIB (producto interno bruto) en 2016 |
| Posición | Municipio                                                                                         | Producto interno bruto (en dólares)                                                               | Producto interno bruto (en reales)                                                                |
| --- | ------------------------------------------------------------------------------------------------- | ------------------------------------------------------------------------------------------------- | ------------------------------------------------------------------------------------------------- |
| 1.º | Río Branco                                                                                        | US$ 2 328 millones                                                                                | R$ 8 123 millones                                                                                 |
| 2.º | Cruzeiro do Sul                                                                                   | US$ 312 millones                                                                                  | R$ 1 088 millones                                                                                 |
| 3.º | Sena Madureira                                                                                    | US$ 136 millones                                                                                  | R$ 474 millones                                                                                   |
| 4.º | Tarauacá                                                                                          | US$ 122 millones                                                                                  | R$ 428 millones                                                                                   |
| 5.º | Brasiléia                                                                                         | US$ 116 millones                                                                                  | R$ 406 millones                                                                                   |
| 6.º | Senador Guiomard                                                                                  | US$ 99 millones                                                                                   | R$ 345 millones                                                                                   |
| 7.º | Feijó                                                                                             | US$ 97 millones                                                                                   | R$ 341 millones                                                                                   |
| 8.º | Epitaciolândia                                                                                    | US$ 80 millones                                                                                   | R$ 279 millones                                                                                   |
| 9.º | Plácido de Castro                                                                                 | US$ 75 millones                                                                                   | R$ 263 millones                                                                                   |
| 10.º | Acrelândia                                                                                        | US$ 65 millones                                                                                   | R$ 227 millones                                                                                   |
| 11.º | Porto Acre                                                                                        | US$ 63 millones                                                                                   | R$ 223 millones                                                                                   |
| 12.º | Xapuri                                                                                            | US$ 61 millones                                                                                   | R$ 215 millones                                                                                   |
| 13.º | Mâncio Lima                                                                                       | US$ 54 millones                                                                                   | R$ 189 millones                                                                                   |
| 14.º | Rodrigues Alves                                                                                   | US$ 52 millones                                                                                   | R$ 183 millones                                                                                   |
| 15.º | Marechal Thaumaturgo                                                                              | US$ 50 millones                                                                                   | R$ 175 millones                                                                                   |
| 16.º | Capixaba                                                                                          | US$ 49 millones                                                                                   | R$ 174 millones                                                                                   |
| 17.º | Bujari                                                                                            | US$ 45 millones                                                                                   | R$ 158 millones                                                                                   |
| 18.º | Manoel Urbano                                                                                     | US$ 35 millones                                                                                   | R$ 124 millones                                                                                   |
| 19.º | Porto Walter                                                                                      | US$ 31 millones                                                                                   | R$ 108 millones                                                                                   |
| 20.º | Assis Brasil                                                                                      | US$ 23 millones                                                                                   | R$ 83 millones                                                                                    |
| 21.º | Jordão                                                                                            | US$ 21 millones                                                                                   | R$ 74 millones                                                                                    |
| 22.º | Santa Rosa do Purus                                                                               | US$ 17 millones                                                                                   | R$ 61 millones                                                                                    |
| Total | Estado de Acre                                                                                    | US$ 3 934 millones                                                                                | R$ 13 751 millones                                                                                |
| Fuente: Instituto Brasileño de Geografía y Estadística IBGE. El tipo de cambio (anual promedio) durante el año 2016 fue de 3,48 reales por cada dólar. |                                                                                                   |                                                                                                   |                                                                                                   |
| Municipios del Estado de Acre por riqueza promedio de habitante (producto interno bruto per Cápita) en 2016. |                                                                                                   |                                                                                                   |                                                                                                   |
| Posición | Municipio                                                                                         | PIB per Cápita (en Dólares)                                                                       | PIB per Cápita (en Reales)                                                                        |
| 1.º | Río Branco                                                                                        | US$ 6 173 dólares                                                                                 | R$ 21 543 reales                                                                                  |
| 2.º | Brasileia                                                                                         | US$ 4 807 dólares                                                                                 | R$ 16 728 reales                                                                                  |
| 3.º | Bujari                                                                                            | US$ 4 800 dólares                                                                                 | R$ 16 704 reales                                                                                  |
| 4.º | Epitaciolândia                                                                                    | US$ 4 707 dólares                                                                                 | R$ 16 382 reales                                                                                  |
| 5.º | Senador Guiomard                                                                                  | US$ 4 644 dólares                                                                                 | R$ 16 162 reales                                                                                  |
| 6.º | Acrelândia                                                                                        | US$ 4 632 dólares                                                                                 | R$ 16 119 reales                                                                                  |
| 7.º | Capixaba                                                                                          | US$ 4 632 dólares                                                                                 | R$ 16 085 reales                                                                                  |
| 8.º | Plácido de Castro                                                                                 | US$ 4 136 dólares                                                                                 | R$ 14 392 reales                                                                                  |
| 9.º | Manoel Urbano                                                                                     | US$ 4 075 dólares                                                                                 | R$ 14 182 reales                                                                                  |
| 10.º | Cruzeiro do Sul                                                                                   | US$ 3 811 dólares                                                                                 | R$ 13 262 reales                                                                                  |
| 11.º | Porto Acre                                                                                        | US$ 3 749 dólares                                                                                 | R$ 13 045 reales                                                                                  |
| 12.º | Assis Brasil                                                                                      | US$ 3 487 dólares                                                                                 | R$ 12 134 reales                                                                                  |
| 13.º | Xapuri                                                                                            | US$ 3 462 dólares                                                                                 | R$ 12 047 reales                                                                                  |
| 14.º | Sena Madureira                                                                                    | US$ 3 211 dólares                                                                                 | R$ 11 176 reales                                                                                  |
| 15.º | Tarauacá                                                                                          | US$ 3 124 dólares                                                                                 | R$ 10 873 reales                                                                                  |
| 16.º | Mancio Lima                                                                                       | US$ 3 102 dólares                                                                                 | R$ 10 796 reales                                                                                  |
| 17.º | Feijó                                                                                             | US$ 3 030 dólares                                                                                 | R$ 10 544 reales                                                                                  |
| 18.º | Rodrigues Alves                                                                                   | US$ 3 020 dólares                                                                                 | R$ 10 508 reales                                                                                  |
| 19.º | Santa Rosa do Purus                                                                               | US$ 2 917 dólares                                                                                 | R$ 10 150 reales                                                                                  |
| 20.º | Marechal Thaumaturgo                                                                              | US$ 2 898 dólares                                                                                 | R$ 10 084 reales                                                                                  |
| 21.º | Porto Walter                                                                                      | US$ 2 831 dólares                                                                                 | R$ 9 853 reales                                                                                   |
| 22.º | Jordão                                                                                            | US$ 2 784 dólares                                                                                 | R$ 9 688 reales                                                                                   |
| Promedio | Estado de Acre                                                                                    | US$ 4 827 dólares                                                                                 | R$ 16 837 reales                                                                                  |
| Promedio | Brasil                                                                                            | US$ 8 727 Dólares                                                                                 | R$ 30 411 Reales                                                                                  |
| Fuente: Instituto Brasileño de Geografía y Estadística (IBGE). El tipo de cambio (anual promedio) durante el año 2016 fue de 3,48 reales por cada dólar. |                                                                                                   |                                                                                                   |                                                                                                   |
| Nota 1: El Instituto Brasileño de Geografía y Estadística (IBGE) no solamente mide el PIB de todos los Estados de Brasil, sino también mide el PIB de cada uno de los municipios del país, para tener una cifra más exacta de la economía, del desarrollo y crecimiento económico. |                                                                                                   |                                                                                                   |                                                                                                   |
| Nota 2: El PIB esta expresado en nominal y en precios corrientes. |                                                                                                   |                                                                                                   |                                                                                                   |

### Economía de Acre a nivel nacional

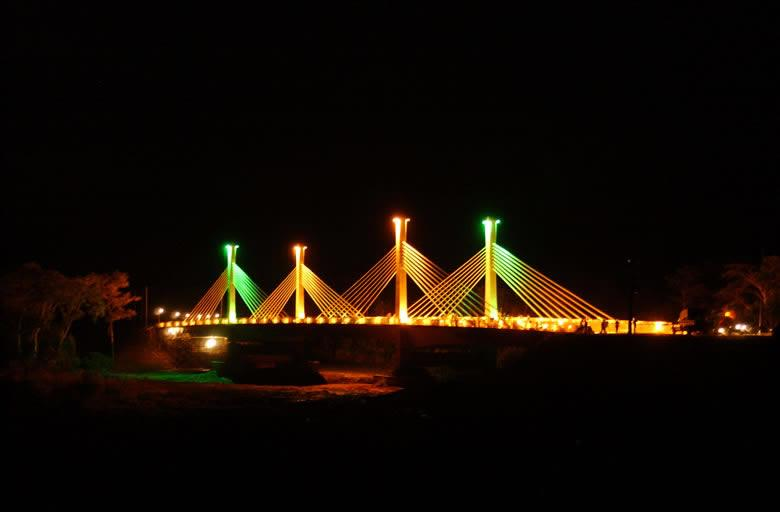
Puente de la Integración Brasil - Perú o Puente de la Integración de Acre

| Estados de Brasil según el tamaño de su Economía PIB (producto interno bruto) en 2016 | Estados de Brasil según el tamaño de su Economía PIB (producto interno bruto) en 2016 | Estados de Brasil según el tamaño de su Economía PIB (producto interno bruto) en 2016 | Estados de Brasil por riqueza promedio de habitante (producto interno bruto per Cápita) en 2016 | Estados de Brasil por riqueza promedio de habitante (producto interno bruto per Cápita) en 2016 | Estados de Brasil por riqueza promedio de habitante (producto interno bruto per Cápita) en 2016 |
| Posición                                                                              | Estado de                                                                             | Producto Interno Bruto                                                                | Posición                                                                                        | Estado de                                                                                       | PIB per Cápita                                                                                  |
| ------------------------------------------------------------------------------------- | ------------------------------------------------------------------------------------- | ------------------------------------------------------------------------------------- | ----------------------------------------------------------------------------------------------- | ----------------------------------------------------------------------------------------------- | ----------------------------------------------------------------------------------------------- |
| 1.º                                                                                   | São Paulo                                                                             | US$ 583 077 millones                                                                  | 1.º                                                                                             | Distrito Federal                                                                                | US$ 22.677 dólares                                                                              |
| 2.º                                                                                   | Río de Janeiro                                                                        | US$ 183 158 millones                                                                  | 2.º                                                                                             | São Paulo                                                                                       | US$ 13.056 dólares                                                                              |
| 3.º                                                                                   | Minas Gerais                                                                          | US$ 155 821 millones                                                                  | 3.º                                                                                             | Río de Janeiro                                                                                  | US$ 11.032 dólares                                                                              |
| 4.º                                                                                   | Río Grande do Sul                                                                     | US$ 116 914 millones                                                                  | 4.º                                                                                             | Mato Grosso                                                                                     | US$ 10.740 dólares                                                                              |
| 5.º                                                                                   | Paraná                                                                                | US$ 114 916 millones                                                                  | 5.º                                                                                             | Santa Catarina                                                                                  | US$ 10.648 dólares                                                                              |
| 6.º                                                                                   | Bahía                                                                                 | US$ 78 127 millones                                                                   | 6.º                                                                                             | Río Grande do Sul                                                                               | US$ 10.379 dólares                                                                              |
| 7.º                                                                                   | Santa Catarina                                                                        | US$ 73 431 millones                                                                   | 7.º                                                                                             | Paraná                                                                                          | US$ 10.242 dólares                                                                              |
| 8.º                                                                                   | Distrito Federal                                                                      | US$ 67 376 millones                                                                   | 8.º                                                                                             | Mato Grosso do Sul                                                                              | US$ 9.818 dólares                                                                               |
| 9.º                                                                                   | Goiás                                                                                 | US$ 51 982 millones                                                                   | Promedio                                                                                        | Brasil                                                                                          | US$ 8 727 dólares                                                                               |
| 10.º                                                                                  | Pernambuco                                                                            | US$ 47 861 millones                                                                   | 9.º                                                                                             | Espírito Santo                                                                                  | US$ 7.880 dólares                                                                               |
| 11.º                                                                                  | Ceará                                                                                 | US$ 39 590 millones                                                                   | 10.º                                                                                            | Goiás                                                                                           | US$ 7.779 dólares                                                                               |
| 12.º                                                                                  | Pará                                                                                  | US$ 39 501 millones                                                                   | 11.º                                                                                            | Minas Gerais                                                                                    | US$ 7.436 dólares                                                                               |
| 13.º                                                                                  | Mato Grosso                                                                           | US$ 35 429 millones                                                                   | 12.º                                                                                            | Amazonas                                                                                        | US$ 6.377 dólares                                                                               |
| 14.º                                                                                  | Espírito Santo                                                                        | US$ 31 250 millones                                                                   | 13.º                                                                                            | Rondonia                                                                                        | US$ 6.327 dólares                                                                               |
| 15.º                                                                                  | Mato Grosso do Sul                                                                    | US$ 26 286 millones                                                                   | 14.º                                                                                            | Roraima                                                                                         | US$ 6.138 dólares                                                                               |
| 16.º                                                                                  | Amazonas                                                                              | US$ 25 468 millones                                                                   | 15.º                                                                                            | Tocantins                                                                                       | US$ 5.905 dólares                                                                               |
| 17.º                                                                                  | Maranhão                                                                              | US$ 24 400 millones                                                                   | 16.º                                                                                            | Amapá                                                                                           | US$ 5.255 dólares                                                                               |
| 18.º                                                                                  | Río Grande do Norte                                                                   | US$ 17 069 millones                                                                   | 17.º                                                                                            | Pernambuco                                                                                      | US$ 5.096 dólares                                                                               |
| 19.º                                                                                  | Paraíba                                                                               | US$ 16 905 millones                                                                   | 18.º                                                                                            | Río Grande do Norte                                                                             | US$ 4.922 dólares                                                                               |
| 20.º                                                                                  | Alagoas                                                                               | US$ 14 149 millones                                                                   | 19.º                                                                                            | Sergipe                                                                                         | US$ 4.918 dólares                                                                               |
| 21.º                                                                                  | Piauí                                                                                 | US$ 11 846 millones                                                                   | 20.º                                                                                            | Bahía                                                                                           | US$ 4.854 dólares                                                                               |
| 22.º                                                                                  | Rondonia                                                                              | US$ 11 287 millones                                                                   | 21.º                                                                                            | Acre                                                                                            | US$ 4.827 dólares                                                                               |
| 23.º                                                                                  | Sergipe                                                                               | US$ 11 120 millones                                                                   | 22.º                                                                                            | Pará                                                                                            | US$ 4.784 dólares                                                                               |
| 24.º                                                                                  | Tocantins                                                                             | US$ 9 033 millones                                                                    | 23.º                                                                                            | Ceará                                                                                           | US$ 4.426 dólares                                                                               |
| 25.º                                                                                  | Amapá                                                                                 | US$ 4 102 millones                                                                    | 24.º                                                                                            | Paraíba                                                                                         | US$ 4.235 dólares                                                                               |
| 26.º                                                                                  | Acre                                                                                  | US$ 3 934 millones                                                                    | 25.º                                                                                            | Alagoas                                                                                         | US$ 4.221 dólares                                                                               |
| 27.º                                                                                  | Roraima                                                                               | US$ 3 150 millones                                                                    | 26.º                                                                                            | Piauí                                                                                           | US$ 3.695 dólares                                                                               |
| Total                                                                                 | Brasil                                                                                | US$ 1 793 312 millones                                                                | 27.º                                                                                            | Maranhão                                                                                        | US$ 3.515 dólares                                                                               |
| Fuente: Instituto Brasileño de Geografía y Estadística IBGE (2019)                    |                                                                                       |                                                                                       |                                                                                                 |                                                                                                 |                                                                                                 |

## Transporte
Las principales autopistas de Acre son
- BR-364 - Junto con la BR-317, es la principal autopista de Acre. Al este, une Rio Branco con la región sudeste de Brasil. Al oeste, atraviesa todo el Estado, uniendo la capital con Cruzeiro do Sul, segunda ciudad del Estado, pasando por los municipios de Bujari, Sena Madureira, Manoel Urbano, Feijó, Tarauacá y Rodrigues Alves.
- BR-317 (Carretera del Pacífico)[80][81] - Comenzando en Boca do Acre, en Amazonas, se extiende por 330 kilómetros, pasando por Rio Branco - uniéndolo al sur del estado - y por los municipios de Senador Guiomard, Capixaba, Brasileia, en la frontera con la República de Bolivia, desde Brasileia la carretera continúa por otros 110 kilómetros hasta llegar a la ciudad de Assis Brasil, ya en la triple frontera con Perú y Bolivia. La carretera es una importante ruta de exportación para Brasil, ya que lo conecta con Cuzco y los dos principales puertos del país vecino.[82]

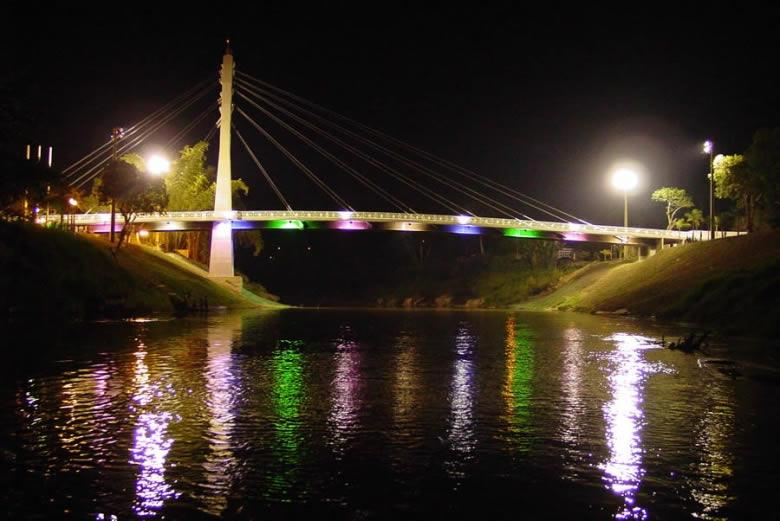
Puente Binacional Wilson Pinheiro conecta Brasileia (Acre) con Cobija en Bolivia

- Puente Binacional Wilson Pinheiro conecta  Brasileia (Acre) con Cobija en BoliviaAC-040 - De 100 kilómetros de longitud, conecta Rio Branco con la ciudad de Plácido de Castro, también fronteriza con Bolivia.
- AC-401 - También conocida como la carretera del agricultor, tiene 50 kilómetros de longitud y une la ciudad de Plácido de Castro con la de Acrelândia, próxima a la BR-364.
- AC-010 - La carretera tiene 55 kilómetros y conecta Rio Branco con la ciudad histórica de Porto Acre, en la frontera con Amazonas.

El Aeropuerto Internacional de Rio Branco está situado en una zona rural del municipio de Rio Branco, en el estado de Acre. Fue inaugurado el 2 de noviembre de 1999, con una característica única: se alejó 22 kilómetros del emplazamiento del aeropuerto anterior. El aeropuerto de Rio Branco atiende vuelos nacionales e internacionales (de compañías regulares y empresas de taxi aéreo), además de aviación general y militar. La terminal puede recibir 270 mil pasajeros al año y atiende una media de 14 operaciones diarias.
El Aeropuerto Internacional de Cruzeiro do Sul está situado a 18 kilómetros del centro de la ciudad, lo que facilita el acceso a la región del Alto Juruá. Fue inaugurado el 28 de octubre de 1970 y absorbido por Infraero el 31 de marzo de 1980. La infraestructura del aeropuerto fue construida en 1976 por el gobierno municipal. En 1994, la pista fue completamente renovada.
Hay Aeropuertos nacionales en Tarauaca, Sena Madureira y Brasiléia.

## Cultura

### Vexilología
Una curiosidad de la bandera del estado brasileño del Acre es que preserva los colores de la bandera de Bolivia. Aunque hay quien sostiene que tiene los colores de la bandera de Brasil a los que se adicionó la estrella roja por la sangre de quienes lucharon por independizar El Acre de Bolivia.